# 2024年
| 千纪： | 3千纪 |
| 世纪： | 20世纪 \| 21世纪 \| 22世纪                                                                                 |
| 年代： | 1990年代 \| 2000年代 \| 2010年代 \| 2020年代 \| 2030年代 \| 2040年代 \| 2050年代                           |
| 年份： | 2019年 \| 2020年 \| 2021年 \| 2022年 \| 2023年 \| 2024年 \| 2025年 \| 2026年 \| 2027年 \| 2028年 \| 2029年 |
| 纪年： | 甲辰年（龙年）；民國113年；日本令和六年；朝鲜主体113年（仅1月至10月，之后废止）                            |
| 月份： | 1月 \| 2月 \| 3月 \| 4月 \| 5月 \| 6月 \| 7月 \| 8月 \| 9月 \| 10月 \| 11月 \| 12月                        |

| 2024年1月 |    |    |    |    |    |    |
| \| 日 \| 一 \| 二 \| 三 \| 四 \| 五 \| 六 \| \| \| 1 \| 2 \| 3 \| 4 \| 5 \| 6 \| \| 7 \| 8 \| 9 \| 10 \| 11 \| 12 \| 13 \| \| 14 \| 15 \| 16 \| 17 \| 18 \| 19 \| 20 \| \| 21 \| 22 \| 23 \| 24 \| 25 \| 26 \| 27 \| \| 28 \| 29 \| 30 \| 31 \| \| \| \| \| \| \| \| \| \| \| \| |    |    |    |    |    |    |
| 日 | 一 | 二 | 三 | 四 | 五 | 六 |
| | 1  | 2  | 3  | 4  | 5  | 6  |
| 7 | 8  | 9  | 10 | 11 | 12 | 13 |
| 14 | 15 | 16 | 17 | 18 | 19 | 20 |
| 21 | 22 | 23 | 24 | 25 | 26 | 27 |
| 28 | 29 | 30 | 31 |    |    |    |
| |    |    |    |    |    |    |

| 日 | 一 | 二 | 三 | 四 | 五 | 六 |
|    | 1  | 2  | 3  | 4  | 5  | 6  |
| 7  | 8  | 9  | 10 | 11 | 12 | 13 |
| 14 | 15 | 16 | 17 | 18 | 19 | 20 |
| 21 | 22 | 23 | 24 | 25 | 26 | 27 |
| 28 | 29 | 30 | 31 |    |    |    |
|    |    |    |    |    |    |    |

| 2024年2月 |    |    |    |    |    |    |
| \| 日 \| 一 \| 二 \| 三 \| 四 \| 五 \| 六 \| \| \| \| \| \| 1 \| 2 \| 3 \| \| 4 \| 5 \| 6 \| 7 \| 8 \| 9 \| 10 \| \| 11 \| 12 \| 13 \| 14 \| 15 \| 16 \| 17 \| \| 18 \| 19 \| 20 \| 21 \| 22 \| 23 \| 24 \| \| 25 \| 26 \| 27 \| 28 \| 29 \| \| \| \| \| \| \| \| \| \| \| |    |    |    |    |    |    |
| 日 | 一 | 二 | 三 | 四 | 五 | 六 |
| |    |    |    | 1  | 2  | 3  |
| 4 | 5  | 6  | 7  | 8  | 9  | 10 |
| 11 | 12 | 13 | 14 | 15 | 16 | 17 |
| 18 | 19 | 20 | 21 | 22 | 23 | 24 |
| 25 | 26 | 27 | 28 | 29 |    |    |
| |    |    |    |    |    |    |

| 日 | 一 | 二 | 三 | 四 | 五 | 六 |
|    |    |    |    | 1  | 2  | 3  |
| 4  | 5  | 6  | 7  | 8  | 9  | 10 |
| 11 | 12 | 13 | 14 | 15 | 16 | 17 |
| 18 | 19 | 20 | 21 | 22 | 23 | 24 |
| 25 | 26 | 27 | 28 | 29 |    |    |
|    |    |    |    |    |    |    |

| 2024年3月 |    |    |    |    |    |    |
| \| 日 \| 一 \| 二 \| 三 \| 四 \| 五 \| 六 \| \| \| \| \| \| \| 1 \| 2 \| \| 3 \| 4 \| 5 \| 6 \| 7 \| 8 \| 9 \| \| 10 \| 11 \| 12 \| 13 \| 14 \| 15 \| 16 \| \| 17 \| 18 \| 19 \| 20 \| 21 \| 22 \| 23 \| \| 24 \| 25 \| 26 \| 27 \| 28 \| 29 \| 30 \| \| 31 \| \| \| \| \| \| \| |    |    |    |    |    |    |
| 日 | 一 | 二 | 三 | 四 | 五 | 六 |
| |    |    |    |    | 1  | 2  |
| 3 | 4  | 5  | 6  | 7  | 8  | 9  |
| 10 | 11 | 12 | 13 | 14 | 15 | 16 |
| 17 | 18 | 19 | 20 | 21 | 22 | 23 |
| 24 | 25 | 26 | 27 | 28 | 29 | 30 |
| 31 |    |    |    |    |    |    |

| 日 | 一 | 二 | 三 | 四 | 五 | 六 |
|    |    |    |    |    | 1  | 2  |
| 3  | 4  | 5  | 6  | 7  | 8  | 9  |
| 10 | 11 | 12 | 13 | 14 | 15 | 16 |
| 17 | 18 | 19 | 20 | 21 | 22 | 23 |
| 24 | 25 | 26 | 27 | 28 | 29 | 30 |
| 31 |    |    |    |    |    |    |

| 2024年4月 |    |    |    |    |    |    |
| \| 日 \| 一 \| 二 \| 三 \| 四 \| 五 \| 六 \| \| \| 1 \| 2 \| 3 \| 4 \| 5 \| 6 \| \| 7 \| 8 \| 9 \| 10 \| 11 \| 12 \| 13 \| \| 14 \| 15 \| 16 \| 17 \| 18 \| 19 \| 20 \| \| 21 \| 22 \| 23 \| 24 \| 25 \| 26 \| 27 \| \| 28 \| 29 \| 30 \| \| \| \| \| \| \| \| \| \| \| \| \| |    |    |    |    |    |    |
| 日 | 一 | 二 | 三 | 四 | 五 | 六 |
| | 1  | 2  | 3  | 4  | 5  | 6  |
| 7 | 8  | 9  | 10 | 11 | 12 | 13 |
| 14 | 15 | 16 | 17 | 18 | 19 | 20 |
| 21 | 22 | 23 | 24 | 25 | 26 | 27 |
| 28 | 29 | 30 |    |    |    |    |
| |    |    |    |    |    |    |

| 日 | 一 | 二 | 三 | 四 | 五 | 六 |
|    | 1  | 2  | 3  | 4  | 5  | 6  |
| 7  | 8  | 9  | 10 | 11 | 12 | 13 |
| 14 | 15 | 16 | 17 | 18 | 19 | 20 |
| 21 | 22 | 23 | 24 | 25 | 26 | 27 |
| 28 | 29 | 30 |    |    |    |    |
|    |    |    |    |    |    |    |

| 2024年5月 |    |    |    |    |    |    |
| \| 日 \| 一 \| 二 \| 三 \| 四 \| 五 \| 六 \| \| \| \| \| 1 \| 2 \| 3 \| 4 \| \| 5 \| 6 \| 7 \| 8 \| 9 \| 10 \| 11 \| \| 12 \| 13 \| 14 \| 15 \| 16 \| 17 \| 18 \| \| 19 \| 20 \| 21 \| 22 \| 23 \| 24 \| 25 \| \| 26 \| 27 \| 28 \| 29 \| 30 \| 31 \| \| \| \| \| \| \| \| \| \| |    |    |    |    |    |    |
| 日 | 一 | 二 | 三 | 四 | 五 | 六 |
| |    |    | 1  | 2  | 3  | 4  |
| 5 | 6  | 7  | 8  | 9  | 10 | 11 |
| 12 | 13 | 14 | 15 | 16 | 17 | 18 |
| 19 | 20 | 21 | 22 | 23 | 24 | 25 |
| 26 | 27 | 28 | 29 | 30 | 31 |    |
| |    |    |    |    |    |    |

| 日 | 一 | 二 | 三 | 四 | 五 | 六 |
|    |    |    | 1  | 2  | 3  | 4  |
| 5  | 6  | 7  | 8  | 9  | 10 | 11 |
| 12 | 13 | 14 | 15 | 16 | 17 | 18 |
| 19 | 20 | 21 | 22 | 23 | 24 | 25 |
| 26 | 27 | 28 | 29 | 30 | 31 |    |
|    |    |    |    |    |    |    |

| 2024年6月 |    |    |    |    |    |    |
| \| 日 \| 一 \| 二 \| 三 \| 四 \| 五 \| 六 \| \| \| \| \| \| \| \| 1 \| \| 2 \| 3 \| 4 \| 5 \| 6 \| 7 \| 8 \| \| 9 \| 10 \| 11 \| 12 \| 13 \| 14 \| 15 \| \| 16 \| 17 \| 18 \| 19 \| 20 \| 21 \| 22 \| \| 23 \| 24 \| 25 \| 26 \| 27 \| 28 \| 29 \| \| 30 \| \| \| \| \| \| \| |    |    |    |    |    |    |
| 日 | 一 | 二 | 三 | 四 | 五 | 六 |
| |    |    |    |    |    | 1  |
| 2 | 3  | 4  | 5  | 6  | 7  | 8  |
| 9 | 10 | 11 | 12 | 13 | 14 | 15 |
| 16 | 17 | 18 | 19 | 20 | 21 | 22 |
| 23 | 24 | 25 | 26 | 27 | 28 | 29 |
| 30 |    |    |    |    |    |    |

| 日 | 一 | 二 | 三 | 四 | 五 | 六 |
|    |    |    |    |    |    | 1  |
| 2  | 3  | 4  | 5  | 6  | 7  | 8  |
| 9  | 10 | 11 | 12 | 13 | 14 | 15 |
| 16 | 17 | 18 | 19 | 20 | 21 | 22 |
| 23 | 24 | 25 | 26 | 27 | 28 | 29 |
| 30 |    |    |    |    |    |    |

| 2024年7月 |    |    |    |    |    |    |
| \| 日 \| 一 \| 二 \| 三 \| 四 \| 五 \| 六 \| \| \| 1 \| 2 \| 3 \| 4 \| 5 \| 6 \| \| 7 \| 8 \| 9 \| 10 \| 11 \| 12 \| 13 \| \| 14 \| 15 \| 16 \| 17 \| 18 \| 19 \| 20 \| \| 21 \| 22 \| 23 \| 24 \| 25 \| 26 \| 27 \| \| 28 \| 29 \| 30 \| 31 \| \| \| \| \| \| \| \| \| \| \| \| |    |    |    |    |    |    |
| 日 | 一 | 二 | 三 | 四 | 五 | 六 |
| | 1  | 2  | 3  | 4  | 5  | 6  |
| 7 | 8  | 9  | 10 | 11 | 12 | 13 |
| 14 | 15 | 16 | 17 | 18 | 19 | 20 |
| 21 | 22 | 23 | 24 | 25 | 26 | 27 |
| 28 | 29 | 30 | 31 |    |    |    |
| |    |    |    |    |    |    |

| 日 | 一 | 二 | 三 | 四 | 五 | 六 |
|    | 1  | 2  | 3  | 4  | 5  | 6  |
| 7  | 8  | 9  | 10 | 11 | 12 | 13 |
| 14 | 15 | 16 | 17 | 18 | 19 | 20 |
| 21 | 22 | 23 | 24 | 25 | 26 | 27 |
| 28 | 29 | 30 | 31 |    |    |    |
|    |    |    |    |    |    |    |

| 2024年8月 |    |    |    |    |    |    |
| \| 日 \| 一 \| 二 \| 三 \| 四 \| 五 \| 六 \| \| \| \| \| \| 1 \| 2 \| 3 \| \| 4 \| 5 \| 6 \| 7 \| 8 \| 9 \| 10 \| \| 11 \| 12 \| 13 \| 14 \| 15 \| 16 \| 17 \| \| 18 \| 19 \| 20 \| 21 \| 22 \| 23 \| 24 \| \| 25 \| 26 \| 27 \| 28 \| 29 \| 30 \| 31 \| \| \| \| \| \| \| \| \| |    |    |    |    |    |    |
| 日 | 一 | 二 | 三 | 四 | 五 | 六 |
| |    |    |    | 1  | 2  | 3  |
| 4 | 5  | 6  | 7  | 8  | 9  | 10 |
| 11 | 12 | 13 | 14 | 15 | 16 | 17 |
| 18 | 19 | 20 | 21 | 22 | 23 | 24 |
| 25 | 26 | 27 | 28 | 29 | 30 | 31 |
| |    |    |    |    |    |    |

| 日 | 一 | 二 | 三 | 四 | 五 | 六 |
|    |    |    |    | 1  | 2  | 3  |
| 4  | 5  | 6  | 7  | 8  | 9  | 10 |
| 11 | 12 | 13 | 14 | 15 | 16 | 17 |
| 18 | 19 | 20 | 21 | 22 | 23 | 24 |
| 25 | 26 | 27 | 28 | 29 | 30 | 31 |
|    |    |    |    |    |    |    |

| 2024年9月 |    |    |    |    |    |    |
| \| 日 \| 一 \| 二 \| 三 \| 四 \| 五 \| 六 \| \| 1 \| 2 \| 3 \| 4 \| 5 \| 6 \| 7 \| \| 8 \| 9 \| 10 \| 11 \| 12 \| 13 \| 14 \| \| 15 \| 16 \| 17 \| 18 \| 19 \| 20 \| 21 \| \| 22 \| 23 \| 24 \| 25 \| 26 \| 27 \| 28 \| \| 29 \| 30 \| \| \| \| \| \| \| \| \| \| \| \| \| \| |    |    |    |    |    |    |
| 日 | 一 | 二 | 三 | 四 | 五 | 六 |
| 1 | 2  | 3  | 4  | 5  | 6  | 7  |
| 8 | 9  | 10 | 11 | 12 | 13 | 14 |
| 15 | 16 | 17 | 18 | 19 | 20 | 21 |
| 22 | 23 | 24 | 25 | 26 | 27 | 28 |
| 29 | 30 |    |    |    |    |    |
| |    |    |    |    |    |    |

| 日 | 一 | 二 | 三 | 四 | 五 | 六 |
| 1  | 2  | 3  | 4  | 5  | 6  | 7  |
| 8  | 9  | 10 | 11 | 12 | 13 | 14 |
| 15 | 16 | 17 | 18 | 19 | 20 | 21 |
| 22 | 23 | 24 | 25 | 26 | 27 | 28 |
| 29 | 30 |    |    |    |    |    |
|    |    |    |    |    |    |    |

| 2024年10月 |    |    |    |    |    |    |
| \| 日 \| 一 \| 二 \| 三 \| 四 \| 五 \| 六 \| \| \| \| 1 \| 2 \| 3 \| 4 \| 5 \| \| 6 \| 7 \| 8 \| 9 \| 10 \| 11 \| 12 \| \| 13 \| 14 \| 15 \| 16 \| 17 \| 18 \| 19 \| \| 20 \| 21 \| 22 \| 23 \| 24 \| 25 \| 26 \| \| 27 \| 28 \| 29 \| 30 \| 31 \| \| \| \| \| \| \| \| \| \| \| |    |    |    |    |    |    |
| 日 | 一 | 二 | 三 | 四 | 五 | 六 |
| |    | 1  | 2  | 3  | 4  | 5  |
| 6 | 7  | 8  | 9  | 10 | 11 | 12 |
| 13 | 14 | 15 | 16 | 17 | 18 | 19 |
| 20 | 21 | 22 | 23 | 24 | 25 | 26 |
| 27 | 28 | 29 | 30 | 31 |    |    |
| |    |    |    |    |    |    |

| 日 | 一 | 二 | 三 | 四 | 五 | 六 |
|    |    | 1  | 2  | 3  | 4  | 5  |
| 6  | 7  | 8  | 9  | 10 | 11 | 12 |
| 13 | 14 | 15 | 16 | 17 | 18 | 19 |
| 20 | 21 | 22 | 23 | 24 | 25 | 26 |
| 27 | 28 | 29 | 30 | 31 |    |    |
|    |    |    |    |    |    |    |

| 2024年11月 |    |    |    |    |    |    |
| \| 日 \| 一 \| 二 \| 三 \| 四 \| 五 \| 六 \| \| \| \| \| \| \| 1 \| 2 \| \| 3 \| 4 \| 5 \| 6 \| 7 \| 8 \| 9 \| \| 10 \| 11 \| 12 \| 13 \| 14 \| 15 \| 16 \| \| 17 \| 18 \| 19 \| 20 \| 21 \| 22 \| 23 \| \| 24 \| 25 \| 26 \| 27 \| 28 \| 29 \| 30 \| \| \| \| \| \| \| \| \| |    |    |    |    |    |    |
| 日 | 一 | 二 | 三 | 四 | 五 | 六 |
| |    |    |    |    | 1  | 2  |
| 3 | 4  | 5  | 6  | 7  | 8  | 9  |
| 10 | 11 | 12 | 13 | 14 | 15 | 16 |
| 17 | 18 | 19 | 20 | 21 | 22 | 23 |
| 24 | 25 | 26 | 27 | 28 | 29 | 30 |
| |    |    |    |    |    |    |

| 日 | 一 | 二 | 三 | 四 | 五 | 六 |
|    |    |    |    |    | 1  | 2  |
| 3  | 4  | 5  | 6  | 7  | 8  | 9  |
| 10 | 11 | 12 | 13 | 14 | 15 | 16 |
| 17 | 18 | 19 | 20 | 21 | 22 | 23 |
| 24 | 25 | 26 | 27 | 28 | 29 | 30 |
|    |    |    |    |    |    |    |

| 2024年12月 |    |    |    |    |    |    |
| \| 日 \| 一 \| 二 \| 三 \| 四 \| 五 \| 六 \| \| 1 \| 2 \| 3 \| 4 \| 5 \| 6 \| 7 \| \| 8 \| 9 \| 10 \| 11 \| 12 \| 13 \| 14 \| \| 15 \| 16 \| 17 \| 18 \| 19 \| 20 \| 21 \| \| 22 \| 23 \| 24 \| 25 \| 26 \| 27 \| 28 \| \| 29 \| 30 \| 31 \| \| \| \| \| \| \| \| \| \| \| \| \| |    |    |    |    |    |    |
| 日 | 一 | 二 | 三 | 四 | 五 | 六 |
| 1 | 2  | 3  | 4  | 5  | 6  | 7  |
| 8 | 9  | 10 | 11 | 12 | 13 | 14 |
| 15 | 16 | 17 | 18 | 19 | 20 | 21 |
| 22 | 23 | 24 | 25 | 26 | 27 | 28 |
| 29 | 30 | 31 |    |    |    |    |
| |    |    |    |    |    |    |

| 日 | 一 | 二 | 三 | 四 | 五 | 六 |
| 1  | 2  | 3  | 4  | 5  | 6  | 7  |
| 8  | 9  | 10 | 11 | 12 | 13 | 14 |
| 15 | 16 | 17 | 18 | 19 | 20 | 21 |
| 22 | 23 | 24 | 25 | 26 | 27 | 28 |
| 29 | 30 | 31 |    |    |    |    |
|    |    |    |    |    |    |    |

2024年是一個閏年，第一天是星期一。

## 重要熱點
※粗體字為引起大量傷亡、引起強烈反應或嚴重影響國際外交的事件。
- 2024年重要政治危机与热点问题：
  - 缅甸内战 （2021年至今）
    - 1027行動
    - 0307行動（英语：Operation 0307）
    - 1107行動
    - 1111行動

  - 俄羅斯入侵烏克蘭（2022年2月24日起至今）
    - 2024年科羅恰區伊留申-76空難
    - 2024年6月烏克蘭和平峰會
    - 2024年8月庫爾斯克州入侵
    - 北韓出兵支援俄羅斯
    - 阿塞拜疆航空8243號班機空難

  - 加沙戰爭（2023年10月7日起至今）
    - 2024年也門空襲
    - 2023年至今加沙人道主义危机
      - 加沙地带饥荒

    - 加沙戰爭相關抗議（2023年10月8日起至今）
      - 2024年4月发生在美国大学校园的以哈战争抗议活动
      - 亚伦·布什内尔自焚事件
      - 2024年9月以色列人質協議抗議
      - 2024年阿姆斯特丹襲擊

    - 麵粉大屠殺
    - 以色列—真主黨衝突 (2023年至今) 
      - 2024年黎巴嫩無線裝置爆炸事件
      - 2024年9月以色列轰炸黎巴嫩（英语：23 September 2024 Lebanon strikes）
      - 2024年以色列入侵黎巴嫩
      - 哈桑·纳斯鲁拉之死

    - 2024年伊朗—以色列衝突
      - 2024年以色列轟炸伊朗駐敘利亞大使館
      - 2024年伊朗对以色列的襲擊
      - 2024年以色列轟炸伊朗

    - 特爾蘇丹大屠殺
    - 肯德基分店在马来西亚的倒闭潮
    - 伊斯梅尔·哈尼亚遇刺案
    - 叶海亚·辛瓦尔之死

  - 2023年苏丹内战（2023年4月15日起）
  - 傑弗裡·愛潑斯坦名單公佈
  - 朝鮮半島緊張局勢：北韓把南韓列為第一主要敵人和永遠的敵人
    - 2024年北韓糞便氣球空投南韓事件

  - 2024年金门近海快艇翻覆事故
    - 2024年厦金海域常态化执法巡查行动（2024年2月18日起）

  - 反對逃犯條例修訂草案運動後續事件
    - 香港《基本法》第23條立法
    - 歌曲《願榮光歸香港》禁制令生效
    - 黎智英國安法案件續審（2023年12月18日起）
    - 香港民主派初選案最終裁決
    - 警務處國家安全處增加通緝潛逃海外者人數
    - 香港特區政府兩次取消潛逃海外者的特區護照

  - 墨西哥駐厄瓜多爾大使館遇襲事件
  - 英國國會通過盧旺達法案
  - 2024年玻利維亞未遂政變
  - 2024年立法院改革爭議（2024年5月17日一5月28日）
    - 519草根決心行動
    - 「民主倒退，公民搶救」521行動

  - 孟加拉国公职配额改革运动
  - 敘利亞內戰
    - 2024年敘利亞反對派攻勢（2024年11月27日一12月8日）
      - 阿萨德政权垮台

    - 自由黎明行動（2024年11月27日至今）
      - 2024曼比季攻勢（英语：2024 Manbij offensive）

    - 2024年以色列入侵敘利亞（2024年12月8日至今）

  - 2024–2025年韓國政治危機（2024年12月3日2025年4月4日）
    - 2024年韓國戒嚴
    - 2024年韓國抗議活動（2024年12月3日至2025年4月4日）
    - 尹錫悅、韓悳洙彈劾案
- 2024年武裝犯罪事件：
  - 2024年厄瓜多尔冲突
  - 2024年海地衝突
  - 2024年莫斯科番红花城市大厅恐怖袭击
- 世界天文熱點：
  - 2月
    - 24日：最小滿月 （元宵節）

  - 4月
    - 8日：2024年美洲大日食現象

  - 9月
    - 17日：土星合超級月亮
    - 17-18日：2024年9月17日月偏食
    - 29日至11月25日：迷你月亮2024 PT5掠過地球

  - 10月
    - 2日：日環食
    - 12日-20日：紫金山-阿特拉斯彗星掠過地球
    - 17日：超級月亮（2024年年度最大滿月）

  - 12月
    - 14日：雙子座流星雨
- 2024年重大自然災害事件：
  - 2024年能登半島地震
  - 2024年乌什县地震
  - 2024年智利山火
  - 2024年4月花蓮地震
  - 魯昂火山噴發
  - 2024年西班牙洪水
- 2024年重大規模流行病毒感染事件：
  - 2019冠狀病毒病疫情（2020年1月初起至今）
    - 2019冠狀病毒疫苗接種計劃（2021年起至今）

  - 2022年猴痘爆發（2022年起至今）
- 2024年重大命案：
  - 李在明遇刺事件
  - 克尔曼爆炸事件
  - 塞瓦斯蒂安·皮涅拉之死和国葬
  - 阿列克谢·纳瓦尔尼之死
  - 邯鄲初中生殺人埋屍案
  - 罗伯特·菲佐枪击案
  - 2024年乌鲁地南警局袭击案
  - 胡友平遇刺案
  - 梅育英燒屍案
  - 2024年紹斯波特持刀襲擊事件
    - 2024年英國騷亂

  - 深圳日本人學校學生遇害事件
  - 吉米·卡特之死及國葬
- 2024年重大航空事故：
  - 日本航空516號班機事故
  - 阿拉斯加航空1282號班機事故
  - 2024年瓦尔扎甘直升机坠毁事故
  - 新加坡航空321號班機事故
  - VoePass航空2283號班機空難
  - 海地太子港國際機場連環航班槍擊事件
  - 濟州航空2216號班機空難
- 2024年选举：
  - 2024年孟加拉国大选
  - 2024年中华民国总统和立委选举
  - 2024年科摩罗总统选举
  - 2024年图瓦卢大选
  - 2024年芬蘭總統選舉
  - 2024年萨尔瓦多大选
  - 2024年阿塞拜疆总统选举
  - 2024年巴基斯坦大选
  - 2024年印度尼西亚总统选举
  - 2024年俄羅斯總統選舉
    - 2024年俄罗斯总统选举的国际反应

  - 2024年塞内加尔总统选举
  - 2024年土耳其地方选举
    - 2024年伊斯坦布尔地方选举

  - 2024年大韩民国国会选举
  - 2024年印度大选
  - 2024年南非大选
  - 2024年冰岛总统选举
  - 2024年墨西哥大选
  - 2024年欧洲议会选举
  - 2024年伊朗总统选举
  - 2024年国家大呼拉尔选举
  - 2024年法国立法选举
  - 2024年英国大选
  - 2024年委內瑞拉總統選舉
    - 2024年委內瑞拉抗議

  - 第50届日本众议院议员总选举
  - 2024年美国总统选举
    - 當勞·特朗普遇刺案
    - 喬·拜登退出2024年美国总统选举

  - 2024年波札那大選
  - 2024年格魯吉亞國會選舉
    - 2024年格魯吉亞選舉後示威

  - 2024年纳米比亚大选
  - 2024年罗马尼亚总统选举
  - 2024年格鲁吉亚总统选举
- 宗教事件：
  - 真主袜事件
- 中国相关热点：
  - 恆大清盤
  - 2024年平顶山煤矿事故
  - 2024年广东暴雨
  - 梅龙高速公路塌陷事故
  - 阿里巴巴全球数学竞赛
  - “胖猫”跳江事件
  - 動明輪爆炸事件
- 2024年火災：
  - 華城電池製造廠火災事故
- 2024年體育熱點：
  - 2024年香港足球友誼賽美斯缺陣事件
  - 日本前羽毛球世界第一桃田贤斗退出国家队
  - 2024年夏季奥林匹克运动会
    - 2024年夏季残疾人奥林匹克运动会
- 2024年科技熱點：
  - 2024年CrowdStrike大规模蓝屏事件
  - 巴西對X的封鎖
- 2024年台灣網紅外國犯罪事件：
  - 晚安小雞事件

## 大事記

### 1月
- 1月1日：
  - 米老鼠問世96週年，版權變成公共財産。開放的版權僅適用1928年推出的短片《汽船威利號》中最原始版本的米老鼠[1]。
  - 臺灣鐵路管理局改制為臺灣鐵路公司。[2]
  - 阿爾察赫共和國解散所有国家机构并停止存在。
  - 高雄捷運環狀輕軌愛河之心站－凱旋公園站通車，環狀輕軌為全線通車。[3]
  - 《中華人民共和國愛國主義教育法》開始施行。
  - 埃及、埃塞俄比亚、伊朗、沙地阿拉伯和阿聯酋正式成為金磚國家會員國。
  - 日本能登半島發生規模7.6地震，最大震度7，並引發海嘯，導致核電廠輻射水外溢。[4]
- 1月2日：
  - 韩国最大在野党共同民主党领袖李在明在视察釜山加德岛新机场用地时遇刺。[5][6]
  - 日本航空的飛機在降落羽田機場的跑道時，飛機機體起火，日本航空表示，機上379人已經成功逃生。海上保安廳指出，與JAL516航班發生碰撞的是羽田航空基地的MA722固定翼飛機，機型是龐巴迪DHC-8 Q300[7]。
- 1月3日：
  - 由于缅北战争原因，导致缅甸境内炮弹落入中缅边境城镇云南镇康县南伞镇受到当地流弹影响，造成5名群众受伤。[8]
  - 在伊朗東南部城市克爾曼舉行的伊朗伊斯蘭革命衛隊“聖城旅”前指揮官蘇萊曼尼逝世四周年紀念儀式上，發生兩件恐怖襲擊，已造成103人死亡，141人受傷。[9]
  - 中國大陸航空工業浙江通飛野馬飛機製造有限責任公司（通飛）自主研製的AG60E電動飛機，在建德千島湖通用機場圓滿完成首次飛行。AG60飛機是一款全金屬、並排雙座、上單翼、前置單發、前三點式起落架的輕型運動類飛機。機身總長6.9米，機翼翼展8.6米，升限3600米，最大平飛速度218公里／小時，航程1100公里[10]。
- 1月4日：
  - 果敢同盟軍正式光復果敢.[11]
  - 美國紐約一名法官公佈了一份關於傑弗里·愛潑斯坦未成年少女性交易案件的名單，涉及多位名流與政商人士[12]。
- 1月6日——中國大陸第三代自主超導量子電腦「本源悟空」上午9時在本源量子運算科技正式上線運作，這台量子電腦搭載72位元自主超導量子晶片「悟空芯」，是目前大陸最先進的可程式、可交付超導量子電腦[13]。
- 1月8日——美國聯合發射聯盟（ULA）研發的火神運載火箭，首次發射成功。搭載游隼號月球著陸器，分離後因推進劑外洩，宣告登月任務中止。NASA的月球商業載運服務（英语：Commercial Lunar Payload Services）的首次任務是由總部在美國匹茲堡的民間公司航天机器人技术公司（Astrobotic Technology）。
- 1月9日：
  - 中國大陸下午3時3分成功發射長征二號火箭，「愛因斯坦探針衛星」發射升空。中華民國國防部下午兩度以中英文形式發出國家級警報，指中國大陸發射「導彈」，已飛越南部上空，請民眾注意安全。若發現不明物體，請通報警消人員處理。訊息並留下國防部聯絡電話。值得注意的是，國防部在簡訊中的英文用飛彈來示警，原文是：〔Air raid Alert〕Missile flyover Taiwan airspace , be aware.[14]。
  - 大韩民国国会通过设置大韩民国宇宙航空厅（Korea AeroSpace Administration,KASA）以及禁食狗肉的法案。[15]
  - 法国总统埃马纽埃尔·马克龙任命加布里埃尔·阿塔尔为法国总理，接任早前辞职的伊莉莎白·博恩。[16][17]
  - 厄瓜多爾毒販何塞·阿道夫·马西亚斯·维拉马尔越獄，總統宣布緊急狀態并引發2024年厄瓜多爾衝突。
- 1月10日：
  - 中國大陸《科技日報》報導，由中國能建集團參與投資、建設、運營的安徽績溪高空風能發電（30°16′49.91″N 118°44′38.53″E / 30.2805306°N 118.7440361°E）新技術示範項目成功發電，成為大陸首個可並網的兆瓦級（MW）高空風能發電示範項目[18]。
  - 巴布亚新几内亚首都莫尔兹比港的警察罢工抗议工资缩减，导致市内出现无人管理治安而造成的骚乱[19]。
- 1月11日：
  - 據「吉林一號」微信公眾號消息，近期吉林長光衛星公司利用自主研製的「吉林一號」平台02A01星、平台02A02星，開展大陸首次星間雷射100Gbps超高速高分辨遙感影像傳輸試驗取得成功，該項技術達到國際先進水平[20]。
  - 中國大陸近年持續發展民營商業太空，且不斷刷新紀錄，繼固體火箭「力箭一號」火箭2023年6月升空後，號稱是全球最大固體火箭的新型固體運載火箭「引力一號」則已於從山東海域升空，將雲遙一號18到20星3顆衛星順利送入預定軌道，這也是引力一號首次飛行[21]。
- 1月12日：
  - 中国外交部斡旋下，缅甸三兄弟联盟同缅甸军政府达成协定，宣布停火。[22]
  - 日本Visit Japan Web表示，系統將於日本時間1月25日凌晨3時更改，自此入境審查和海關申報的QR Code將整合，旅客以後只需一個QR Code就可入境；「外國人入境紀錄」和「攜帶物品、單獨托運物品申報」2項功能在系統更新後將會合而為一，變成「入境審查以及海關申報」[23][24]。
- 1月13日——2024年中華民國總統副總統及立法委員選舉舉行，賴清德勝選為下一任總統。
- 1月14日——丹麥女王玛格丽特二世退位，由王儲弗雷德里克繼位，王號「腓特烈十世」。
- 1月15日——瑙魯以一中政策為由和中華民國斷交，并轉而和中華人民共和國建交。
- 1月17日——整車年產銷最大的上海汽車集團委託全球最大造船集團－中國船舶集團建造的首艘遠洋汽車運輸船（滾裝船），正式定名為「上汽安吉申誠號」，開啟首航在上海海通國際汽車碼頭。這艘200公尺長、38公尺寬、13層樓高的遠洋巨輪，擁有7,600車位、排水量超過4萬噸，是全球現役裝載量最大的清潔能源汽車滾裝船[25]。
- 1月18日：
  - 華為在深圳舉行鴻蒙生態千帆啟航儀式，鴻蒙星河版面向應用開發者開放申請「純血鴻蒙」正式登場。鴻蒙星河（HarmonyOS NEXT）將只能安裝為鴻蒙開發的應用軟體，不再兼容安卓應用[26]。
  - 土耳其首名太空人阿尔珀·格泽拉维奇和其他3名歐洲太空人從美國佛羅里達州乘公理3號升空前往國際太空站，這是德州新創公司公理太空（Axiom Space）最新的商業任務[27]。
- 1月19日——中國大陸藍箭航太空間科技公司自主研發的朱雀3號VTVL-1可重複使用垂直起降回收驗證火箭（40°54′51.02″N 100°14′43.95″E / 40.9141722°N 100.2455417°E）在酒泉點火升空。本次試驗飛行時間約60s，飛行高度約350m，著陸位置精度約2.4m，著陸速度0.75m/s，著陸姿態角約0.14°，滾動角約4.4°。試驗箭起飛品質約50.3噸，全箭最大起飛品質可達68噸[28]。
- 1月20日——日本航天暱稱為「月球狙擊手」的小型無人探測器ＳＬＩＭ，去年12月25日已進入月球軌道，繼蘇聯、美國、中國大陸和印度後，達成月球軟著陸壯舉[29]。
- 1月22日——约瑟夫·博阿凯就任利比里亚总统。
- 1月24日：
  - 北京清華大學交叉信息研究院微信公眾號消息，該院段路明研究組，近期利用同種離子的雙類型量子比特編碼，在國際上首次實現了無串擾的量子網路節點，對未來實現大規模量子通訊和量子計算具有重要意義。該成果論文近日發表於國際學術期刊Nature Communications（《自然-通訊》）[30]。
  - 微軟公司搭上人工智慧熱潮，正式成為史上第2家市值3兆美元企業[31]。
  - 俄羅斯伊爾-76運輸烏克蘭方戰俘時，在飞行途中坠机，74人於別爾哥羅德州科罗恰区遇難。
- 1月25日——京都動畫縱火案疑犯青葉真司在京都地方法院被判死刑[32]。
- 1月26日——图瓦卢大选举行。
- 1月28日：
  - 芬蘭總統選舉舉行，亚历山大·斯图布胜選成為該國第13任總統。
  - 澳洲網球公開賽女雙決賽，「台灣一姊」謝淑薇搭檔梅騰絲（Elise Mertens）強勢出擊，以6：1、7：5橫掃東歐對手，謝淑薇拿下生涯首座澳網女雙冠軍，加上混雙奪冠，寫下24年來神紀錄[33]。
  - 美國科技富豪馬斯克在社群媒體X宣布，他共同創辦的神經技術公司Neuralink首度成功為一名人類患者植入大腦晶片，初步結果顯示神經元脈衝的偵測大有可為。該公司願景包含讓人腦、電腦達成直接溝通，協助治療複雜的神經系統疾病，讓行動不便的人藉由意念控制裝置，並於未來實現人類與人工智慧（AI）共生關係[34]。
- 1月29日——中國恆大集團被香港高等法院下令即時清盤[35]。
- 1月30日——包括果敢四大家族中的白所成家族，魏超仁家族，刘正祥家族成员在内共十名电诈人员被缅甸警方逮捕后押解至中华人民共和国接受审判。[36]
- 1月31日——马来西亚柔佛州苏丹依布拉欣·依斯迈登基成为马来西亚第十七任最高元首。

### 2月
- 2月4日：
  - 2024年萨尔瓦多大选。
  - 美斯缺陣香港表演賽事件。
  - 中國航天科技集團六院801所研製的50千瓦級雙環嵌套式霍爾推力器近日成功實現點火和穩定運行，試驗驗證了推力器內、外環單環點火和雙環同時點火能力。據悉，這是中國首款50千瓦級雙環嵌套式霍爾推力器，標誌着中國成為世界上第三個實現嵌套式霍爾電推進技術突破的國家[37]。
- 2月5日——Google聊天機器人Gemini APP正式上線。
- 2月6日：
  - 智利前總統塞瓦斯蒂安·皮涅拉乘搭直升機飛越智利南部河大区蘭科湖附近時墜機身亡，終年74歲，但其餘3名隨行人員全部生還。時任總統加夫列尔·博里奇宣佈全國哀悼3天，並將為他舉行國葬[38][39]。
  - 菲律賓南部由於近日豪雨導致發生土崩災害[40]。
- 2月7日——德國達姆施塔特工業大學物理學家Gerhard Birkl團隊最近開發出包含1,000多個原子量子位元的量子處理器，成為全球第一個突破 1,000 個獨立可控原子量子位元大關的團隊，發表在《Optica》期刊[41][42]。
- 2月14日：
  - 2024年印度尼西亞總統选举
  - 中國大陸籍漁船越界至金門捕魚，為躲避台灣海巡人員追逐而意外翻覆釀2死，此事升溫成兩岸政治事件[43]。
- 2月15日：
  - 美國民間公司「直覺機器」（英语：Intuitive Machines）打造的月球登陸器「奧德修斯號」自美國甘迺迪太空中心發射升空。22日著陸部分成功，創下史上首艘民間太空飛行器登月。IM-1是NASA的月球商業載運服務（英语：Commercial Lunar Payload Services）(CLPS）計畫第2次任務。這項計畫是NASA為了節省阿提米絲任務經費及擴大登月經濟，而將相關貨運外包給民間的行動[44]。
  - 美國海軍部長德爾托羅，出席美國海軍學會和美軍通訊與電子協會（英语：AFCEA）合辦的West 24研討會時宣布，已指示海軍規劃於夏季將TRAM投入海上測試，藉此驗證其在5級海象下，在海上執行VLS再裝填作業、有效維持艦艇戰力的可靠性。由美國海軍海上系統司令部（英语：Naval Sea Systems Command）主導研發的「彈藥轉移再裝填機構」（Transferrable Re-Arming Mechanism，TRAM），是一款可由支援艦艇搭載的「鉸接式起重機」（articulated crane），其可將備用彈筒垂直立起、旋轉並調整彈箱角度，進而縮短裝填作業時程與人力需求[45]
- 2月17日——日本宇宙航空（JAXA）發射新一代主力火箭H3二號機，火箭已進入目標軌道，是繼一號機因引擎點燃問題發射失敗後，日本睽違近一年再度挑戰發射H3火箭[46]。
- 2月21日——土耳其第五代戰鬥機的TAI TF KAAN首架原型機進行了13分鐘首次飛行，此次飛行由飛行員德米爾巴斯 （Barbaros Demirbas） 駕駛，飛上2400公尺的高度，達到了時速425公里速度[47]。
- 2月24日：
  - 台積電熊本廠（JASM）正式開幕，將創下多項紀錄；熊本廠（32°53′08.91″N 130°50′34.99″E / 32.8858083°N 130.8430528°E）是台積電首度與日本業者合資設廠、首座台積電日本廠，也是台積電近年全球布局中首座開幕的海外晶圓廠。年底量產後將成為日本最先進的邏輯晶圓廠[48]。
  - 中國載人航天工程辦公室對外消息，經公開徵集評選，近日，中國載人月球探測任務新飛行器名稱已經確定，中国新一代載人飛船命名為「夢舟」，月面著陸器命名 為「攬月」[49]。
  - 蘇格蘭國立博物館宣布，考古學家最近發現的新化石，有如最後一片拼圖，可以讓科學家完整揭露一隻2.4億年（240Ma）前的「龍」的樣貌。聲明提到，這隻長約5公尺的爬蟲類來自中國三疊紀時期，第一次是在2003年發現，但科學家在之後10年，又研究了另外五種更新的物種，現在終於能勾勒出它的全貌，並將其命名為東方恐頭龍。來自蘇格蘭、德國、美國和中國的科學家在愛丁堡皇家學會的《地球與環境科學彙刊》發表研究結果[50]。
- 2月25日：
  - 2024年白俄羅斯議會选举。
  - 25歲的美国空軍军人亚伦·布什内尔（Aaron Bushnell）在华盛顿特区的以色列駐美大使馆外自焚。布什内尔将他的自焚行为归因于美国对以色列在以色列—哈馬斯戰爭中的持续支持，他宣称：「我不再做种族灭绝的帮凶[51][52][53][54]。」
- 2月26日——學術期刊《Science Bulletin（科學通報）》發表，利用「拉索 （LHAASO）」的觀測數據。中國大陸科研人員透過位於四川稻城的（29°21′27.6″N 100°08′19.6″E / 29.357667°N 100.138778°E）高海拔宇宙線觀測站，在天鵝座恆星形成區發現了一個巨型超高能伽瑪射線泡狀結構，並在國際上首次認證了能量高於1億億電子伏特（10PeV）的宇宙線的起源天體[55]。
- 2月27日——中國大陸哈爾濱工業大學和中國航太科技集團聯合建造的「太空環境地面模擬裝置（英语：Space Environment Simulation Laboratory）」國家重大科技基礎設施項目，正式通過驗收。這是大陸航太領域首個大科學裝置，可以綜合模擬真空、高低溫、帶電粒子、電磁輻射、空間粉塵、等離子體、弱磁場、中性氣體、微重力等9大類空間環境因素，也被稱為「地面太空站」[56]。
- 2月28日：
  - 印度總理納倫德拉·莫迪為該國第二個用於發射小型衛星（英语：Small Satellite Launch Vehicle）的庫拉塞卡拉帕蒂南航天發射場（英语：Kulasekarapattinam Spaceport）奠基。
  - 類人猿——包括人類和猿類——在進化過程中失去了外部尾巴。據推測，尾巴的喪失發生在大約2500萬年（25Ma）前，當時人科動物譜系與古代舊大陸猴類（英语：Old World monkey）分道揚鑣，現代人類只剩下3—5塊尾椎形成尾骨[57][58]。
  - 海地黑帮袭击两座监狱并要求总理辞职后，海地政府宣布进入紧急状态，引發2024年海地衝突。

### 3月
- 3月1日——中华人民共和国广东省珠海市横琴粤澳深度合作区自零时起正式封关运作。[59]
- 3月4日：
  - 中國石油塔里木油田深地塔科1井位於新疆塔克拉瑪幹沙漠腹地，經過279天的艱苦努力，在14點48分的鑽探深度終於突破1萬公尺大官，目前正在繼續向目標深度1萬1100公尺挺進。這也是至今大陸第一口垂直深度超過1萬公尺的科探井，除刷新亞洲最深井紀錄，也創造目前鑽探1萬公尺深井用時最短紀錄[60]。
  - 法國將自願終止妊娠（法语：Interruption volontaire de grossesse）（IVG）合法化半個世紀後，法國現在成為第一個明確地將自願終止妊娠的權利納入憲法的國家[61]。
- 3月7日：
  - 緬甸內戰：由於緬甸軍政府實行兵役法強迫民眾參軍，使得其民望下降並且部分當地人加入民地武。於當日克欽獨立軍宣佈聯合緬甸人民保衛軍，若開軍發動了代號為“0307行動”的軍事衝突。
  - 瑞典正式成为北大西洋公约组织成员国。
  - 繼若開軍在3月5日控制了若開邦首府實兌附近的邦纳均[62]後，本日隨著緬軍逐漸在若開邦的節節敗退。最終若開軍全面控制了蘭裡島[63]。
- 3月8日——F-35聯合專案辦公室（F-35 Joint Program Office）發言人說，F-35A 隱形戰機已獲得認證，可以攜帶B61-12戰術核彈。這項認證已於去年10 月12日完成，使這款隱形戰機正式成為既能攜帶傳統武器，又能搭載核武的「雙能」（dual-capable）戰機[64]。
- 3月9日——同溫層發射系統（Stratolaunch）團隊所開發的世界最大的飛機「大鵬」（ROC），進行了「泰龍-A」（Talon-A）高超音速飛行器機的首次動力試飛，獲得了成功。據公司的說法，泰龍-A達到了接近5馬赫的高速度。他們期望大鵬巨型飛機將來可運載更可飛向地球軌道的太空船，成為太空運輸載具，稱為「泰龍+」[65][66]。
- 3月10日——2024年葡萄牙立法选举
- 3月12日——美國五大工會組織（美國鋼鐵工會、國際鍋爐與船體製造商工會（英语：International Brotherhood of Boilermakers, Iron Ship Builders, Blacksmiths, Forgers and Helpers）、國際機械師和航空航天工會（英语：International Association of Machinists and Aerospace Workers）、國際電力工會（英语：International Brotherhood of Electrical Workers）、海事貿易部（英语：Maritime Trades Department, AFL–CIO））提出請願，指控中國大陸政府用不公平、歧視性政策，造就中國造船業、海運、物流業的獨大，威脅美國產業，傷害勞工及相關供應商的利益，要求政府展開三○一調查。美國當局有45天的時間，可決定是否要展開這起貿易調查[67]。
- 3月13日：
  - 日本太空新創公司SPACE ONE的KAIROS一號機在和歌山縣串本町（33°32′39.52″N 135°53′22.17″E / 33.5443111°N 135.8894917°E）的民間火箭發射場紀伊發射場（日语：スペースポート紀伊）發射後，在數十公尺空中爆炸。如果成功的話，將成為日本民間獨自發射衛星首例[68][69]。
  - 中华人民共和国河北省三河市燕郊镇发生燃气爆炸事故，至少造成2死26伤。[70]
  - 美國聯邦眾議院通過法案[71]，規定影音分享應用程式TikTok與其中國母公司「字節跳動」必須斷絕關係，否則將遭美國禁用。眾議院以352票對65票、1票棄權的壓倒性多數通過法案，在分裂的華府政壇，這是兩黨罕見意見一致的時刻[72][73]。
- 3月14日：
  - 太空公司「SpaceX」，在美國德州第三度試射，號稱史上最大的星際飛船火箭系統「Starship」（星艦S28 & B10），升空後順利脫離地球，成為人類史上首次成功讓星際飛船火箭飛入太空。但在返回大氣層後，「Starship」出現不明原因與「Starlink」（星鏈）網路及衛星系統失聯[74]。
  - 美國聯邦通訊委員會（FCC）根據1996年《電信法》第706條發布，高速固定寬頻基準提高到100Mbps的下載速度和20Mbps的上傳速度，比之前的速度提高了四倍。委員會於2015年設定了25/3Mbps標竿。還為寬頻速度設定了1Gbps/500Mbps的長期目標[75]。
  - 法國國民議會以全票支持的表決結果審議通過了由執政黨聯盟提議的遏制快速時尚的法案[76]，法案包括禁止為快速時裝做廣告，提出對其中造成嚴重環境危害的品牌施加付款。法國因此而成為首個對快速時尚立法的國家[77]。
- 3月15日：
  - 全球速食連鎖龍頭麥當勞系統遭遇全球性故障，導致餐廳、手機應用程式及自助點餐機無法點餐。美國、英國、澳洲、日本和香港等國家與地區均受到影響，僅印度、印尼及泰國的麥當勞點餐系統未受波及[78]。
  - 日本汽車製造商本田汽車和日產汽車決定就電動汽車業務的全面合作，簽署一份諒解備忘錄。這兩家公司發布公告稱，將在電池動力汽車的核心技術上合作，包括軟體，並稱雙方簽署了戰略合作諒解備忘錄[79][80][81]。
- 3月16日——北陸新幹線金澤至敦賀段通車
- 3月17日——2024年俄罗斯总统选举
- 3月19日：
  - 缅甸内战：三兄弟联盟之一的若开军方面宣布已全面控制了位于若开邦境内的拉代当地区[82]。
  - 香港立法會全票通過《維護國家安全條例》草案，完成擱置20多年的基本法23條立法程序。[83]
  - 早在16號在馬來西亞出現有關褻瀆宗教的真主襪事件後，19號延燒至馬來西亞柔佛州。而馬來西亞皇家警察也表示接獲11宗投報，並且驚動至馬來西亞國家元首[84][85][86]。
- 3月20日——美國印太司令部司令阿基里諾在聯邦眾議院軍委會聽證會表示，中國人民解放軍正實現中共中央總書記兼中共中央軍委主席習近平的指示，在2027年前做好攻台準備[87]。
- 3月21日：
  - 全球卅五國領導人與代表團在比利時布魯塞爾舉行第一屆核能高峰會，宣示支持利用核能協助實現全球碳中和目標。與會領袖發表聲明，承諾興建更多新核電廠，歐盟執委會主席范德賴恩說，現有核電廠延役也有助減碳目標[88][89]。
  - 美國司法部和16個州和地區檢察長對蘋果公司提起反托拉斯訴訟[90][91]，指控蘋果阻止對手存取iPhone硬體與軟體功能，妨礙對手提供產品和蘋果競爭，違反反托辣斯法（休曼法第2條）[92]。
  - 聯合國大會一致通過第一個關於人工智慧(AI)的全球決議(A/78/L.49) （页面存档备份，存于）[93]，鼓勵各國保障人權、保護個人資料，並監控人工智慧風險[94]。
- 3月22日：
  - 伊斯兰国恐怖分子向俄罗斯莫斯科州克拉斯诺戈尔斯克的番红花城市大厅发动恐怖袭击，至少150人死亡、145人受伤。
  - 時隔20年，商業超音速飛行的回歸又近了一步，大噪超音速公司（Boom Supersonic）的技術原型機XB-1（英语：Boom XB-1）完成首次飛行，飛行時間不到30分鐘，也並未進入超音速。但這已是技術驗證的重要一步[95][96]。2025年2月10日，實現了超過1馬赫的速度，成為20多年來，再次突破音障的民用飛機[97]。
  - 歐洲聯盟理事會主席國在比利時舉行首次量子技術會議，二十一個歐盟成員國簽署了歐洲量子技術宣言[98]，努力使歐洲成為世界級的“量子谷”[99]。
- 3月23日——2024年斯洛伐克总统选举
- 3月24日——巴西鲁·迪奥马耶·法耶在2024年塞內加爾總統選舉中当选塞内加尔总统。[100]
- 3月26日——巴爾的摩跨灣大橋因貨櫃船撞擊全垮。
- 3月27日：
  - 歐洲最長「超級高鐵」，又稱超迴路列車測試軌道正式開通，長達420公尺的白色鋼管將沿著荷蘭北部運行，有望開啟人員與貨物運輸的新時代。位於荷蘭芬丹的「歐洲超級高鐵中心」（European Hyperloop Center）試驗場（53°07′28.68″N 06°53′38.91″E / 53.1246333°N 6.8941417°E），由34個相互連結的鋼管組成，直徑為2.5公尺，透過低壓真空的環境作用[101][102]。
  - 由于缅甸内战的持续升温（英语：Operation 0307），导致有两发炮弹从中缅边境的克钦邦落入中国云南省陇川县。[103]
  - 大韓民國融合能源研究院（KFE） 宣布，其韓國超導托卡馬克高級研究（KSTAR）核融合反應爐在 2023年12月至2024年2月的測試期間，成功將溫度維持在攝氏1億度的水準，持續了48秒。這項成就是KSTAR專案迄今為止取得的最重大突破，值得一提的是，太陽核心的溫度僅為攝氏1,500萬度，本次專案成果達到了太陽核心溫度7倍[104][105]。
- 3月30日：
  - 美國有線電視新聞網（CNN）報導，由於地理和歷史的特殊性，嚴格來說，北大西洋公約組織（NATO）的條約並不包含美國夏威夷州。1949年北約根據「華盛頓條約」成立，第5條規定，若北約任何成員國遭到軍事攻擊，將觸發集體自衛權，但第6條則對適用的地理範圍做出限制。此條規定，任何島嶼領土必須位於北大西洋、北回歸線以北[106]。
  - 中國科學院高能物理研究所消息，大陸國家重大科技基礎設施：中國散裂中子源二期工程，建設周期為5年9個月。被喻為探索物質材料微觀結構的「超級顯微鏡」，二期工程將在目前已建成的裝置基礎上增設科研設備，將主要建設11台中子譜儀和實驗終端，建成後中子譜儀數量將增加到20台，並新增大陸國內首台繆子實驗終端和高能質子實驗終端[107]。
  - 中國大陸研究人員終於發現了蠶絲之所以具有天然強度的秘密，蠶絲蛋白結構受到特定金屬離子和酸鹼值（pH）影響，這些纖維結構在接近絲腺的地方排列成魚骨狀，能夠在受到明顯拉伸時保持強度。根據發表在《ScienceDirect》的研究，蠶絲作為自然界中最優質的蛋白纖維之一，具有驚人的性能，根據歷史記載，蠶絲作為紡織材料已有5000多年的歷史[108]。
- 3月31日——罗马尼亚和保加利亚将在水域和空域上加入申根区[109]

### 4月
- 4月1日：
  - 前中華民國總統馬英九二度率團抵達中國大陸，展開11天的訪問行程。[110]
  - 去年11月在英國布萊切利園（Bletchley Park）舉行的人工智慧安全峰會（英语：AI Safety Summit）宣布承諾後，美國商務部長雷蒙多和英國科技大臣唐萃蘭在美國首都華盛頓簽署合作備忘錄，共同開發先進的AI模型測試[111][112]。
  - 以色列轰炸伊朗驻叙利亚大使馆附属的领事建筑，造成14人死亡，其中包括伊朗伊斯兰革命卫队圣城旅指挥官，准将穆罕默德·礼萨·扎赫迪和另外七名军官。[113]
  - 大韓民國高速鐵道(KTX)開通至今已有20年，如今再度推出採用南韓國內技術獨自研發的「青龍號」，為動力分散式列車，實際運行速度最快可以到達時速320公里，且從靜止狀態至時速300公里只需要212秒，預計今年5月投入營運，屆時首爾至釜山只需要2個小時10分鐘，比過去還要快20至30分鐘[114]。
- 4月2日——中國大陸福建省級創新實驗室嘉庚創新實驗室透露，大陸自主研發面向萬米深海應用的高精度溫鹽深傳感儀器（CTD），日前完成深海比測試驗，最大布放深度達7180.4米。多項海試數據比較結果顯示，其性能比肩國際先進水準[115]。
- 4月3日早上7點58分09秒——中華民國花蓮縣發生芮氏規模7.2有感大地震，這也是台灣歷經921大地震後時隔25年出現的有感大地震。
- 4月5日：
  - 美國東部紐約和紐澤西等地區在早上10點23分發生規模4.8地震，震央位在紐澤西，震源深度僅有4.7公里。美國東岸包括宾夕法尼亚州、新泽西州、马萨诸塞州、紐约州、康涅狄格州都感受到搖晃[116]。
  - 厄瓜多爾警方晚上強行闖入墨西哥駐厄瓜多爾大使館，並逮捕獲墨西哥政治庇護的前副總統豪爾赫·格拉斯，墨西哥隨即宣布與厄瓜多爾中斷外交關係[117]。
- 4月6日——马来西亚在野党之一的砂拉越全民团结党宣布并入砂拉越民主进步党，至此宣告砂团党正式解散。
- 4月8日：
  - 日全蝕現象，全食帶自中太平洋開始，並在之後開始由西向東後登錄墨西哥東南部與美國中南部地區，最終在加拿大紐芬蘭出海後於大西洋以西結束。而在全食帶以外的多個國家或地區例如加勒比海國家以及全食帶以外的北美洲全境均可看見日偏食現象。
  - 中國大陸對講機龍頭公司海能達公告，近日收到美國法院判令，認定公司未能完全遵守其下達禁訴令，臨時禁止該公司在全球銷售雙向無線電技術的產品，並處以每天100萬美元罰款，直至完全遵守禁訴令止。對於上述禁訴令起源，海能達說明，2022年6月向深圳市中級人民法院訴請公司設計開發的H系列產品不侵犯摩托羅拉公司的商業秘密和版權。該案件進入庭審後，摩托羅拉向美國伊利諾州聯邦地區法院提交禁訴令動議，要求海能達撤回深圳案件起訴，美國法院於今年3月25日批准該動議，並從4月2日起生效[118]。
  - AUKUS三國國防部長宣布啟動與AUKUS「第二支柱」計劃有關的擴員會談，涉及海底能力和高超音速武器等技術方面的合作。報導稱，AUKUS協議由兩個「支柱」組成，第一支柱是為澳洲提供維吉尼亞級核子動力攻擊潛艇；第二支柱則是推動先進能力技術項目，加快AI、量子、先進網路能力、高超音速能力、電子戰等關鍵技術的協同發展，並將其應用於軍事。日本「即將成為AUKUS第一個新增的第二支柱合作夥伴」[119]。
- 4月9日：
  - 俄羅斯航太在蘇聯解體後第一款全新設計的大型運載太空火箭，廣被寄予厚望的Angara-A5火箭（英语：Angara A5），在東方太空發射場的初次發射過程中發現機械故障，發射叫停。11日，發射成功[120]。
  - 隨著妙瓦底多個據點被克倫軍攻佔後，克倫民族解放軍與人民防衛軍正式宣布對該地的最後一個據點發動了攻勢[121]。並在11日隨著緬軍的撤離克倫軍正式控制了妙瓦迪。[122]
  - 西蒙·哈里斯接替李歐·瓦拉德卡出任愛爾蘭總理[123]。
- 4月10日：
  - 中共中央總書記習近平與中華民國前總統、中國國民黨前主席馬英九在北京人民大會堂舉行兩人第二次會面[124]。
  - 大韓民國舉行2024年大韓民國國會選舉，最終選舉結果顯示在野陣營大獲全勝，這也是韓國首次面臨國會朝小野大的新政局。
  - 洛克希德馬丁（Lockheed Martin）和共望（CoAspire）攜手，在2024海-空-太空博覽會（Sea Air Space exposition）上，首度公開了「鲭鲨」（Mako）多用途高超音速飛彈。它的速度最高可達5馬赫，並具多目標性，可以威脅許多目標。F-35除了能在外部攜帶4枚「鲭鲨」飛彈外，還能在內置彈艙攜帶兩枚Mako飛彈，每個武器艙各一枚，使「鲭鲨」成為第一款與第五代戰鬥機相容的高超音速武器[125]。
- 4月11日——美國、日本與菲律賓首次舉行三國領導人峰會在華盛頓，議題聚焦印太地區局勢以及南海問題等。美國總統喬·拜登稱美對日本、菲律賓兩國的防衛承諾是「堅不可摧的」[126]。
- 4月13日——伊朗伊斯兰革命卫队与人民动员部队[127]、真主党和胡塞武装[128][129]协调，使用無人機、巡航導彈和彈道飛彈對以色列發動襲擊[130]，代号为「誠實承諾行動」（羅馬化：va'de-ye sadeq）[131][132]，以回應4月1日以色列轟炸伊朗駐大馬士革大使館[133]。自1985年伊朗－以色列代理人冲突爆發以來，這次報復性打擊是兩國的首次直接軍事對抗。
- 4月15日——中國大陸寬體客機C929研發計畫可能到了攻關的關鍵階段，「C929計畫聯合攻關啟動大會」在中國商飛公司召開。與會專家分為整體氣動、機體結構、複材結構、航電電氣、機械系統、推進系統等6個專題小組，進行為期一週的研討[134]。
- 4月16日：
  - 2024年夏季奧林匹克運動會的聖火在希臘的奧林匹亞城點燃[135]，并在26日抵達雅典的帕那辛納克體育場[136]後轉交予巴黎奧運會組織委員會主席托尼·埃斯唐蓋。[137]
  - 美國國防部長奧斯丁與中國大陸國防部長董軍舉行視訊通話，是美中防長18個月以來首度實質對話。兩人討論美中國防關係以及區域和全球安全議題，奧斯丁強調尊重國際法所保障的公海航行自由重要性，特別是在南海[138]。
  - 波士頓動力公司在YouTube頻道上宣布液壓的Atlas機器人退休。隨後，新的全電動版Atlas於十七日發布。
- 4月17日：
  - 美國貿易代表辦公室宣佈發起針對中國海事、物流和造船業的301調查[139][140]。
  - 日本人的起源，「雙重結構模型」一直成為定論，這種模型認為日本人由彌生時代從大陸遷移到日本列島的人群和繩紋人混血形成。但最近經過對遺址中發現的人骨的古代DNA進行分析等，出現了「三重結構模型」等觀點，認為古墳時代以後由外國遷移而來的人群也産生了很大影響。此次的研究成果在美國科學期刊科學進展（英语：Science Advances）上刊登[141]。
  - IEEE電腦協會發電郵向會員宣佈，該協會將不再接受包含經常使用的1972年《花花公子》模特兒莱娜·瑟德贝里圖像的論文。他的這張照片，被學界稱為「萊娜圖」，自1973年以來一直被用於圖像處理研究，並因讓一些女性在該領域感到不受歡迎而招致批評[142]。
  - 國防高等研究計劃署發布空戰進化計畫（Air Combat Evolution,ACE）首次實現了人工智慧演算法的空中測試，該演算法可在視距內戰鬥場景（有時稱為「空戰」）中自主駕駛F-16對抗有人駕駛的F-16[143]。
- 4月18日：
  - 聯合國安理會針對巴勒斯坦申請成為聯合國正式會員國表決，常任理事國美國投下反對票，英國及瑞士棄權，其餘12個國家贊成。美國的立場是，巴勒斯坦的成員資格必須經由巴勒斯坦與以色列談判得出結果[144][145]。
  - Anduril公司首艘「幽靈鯊」（Ghost Shark）（法语：Ghost Shark (drone)）自主水下載具（AUV）原型艇，交付澳洲軍方，未來將繼續測試與驗證其情監偵效能，與遠距水下作戰能力，進而滿足澳軍多樣化需求，提升其水下防衛戰力[146]。
  - 紐約哥倫比亞大學阿拉伯裔校長沙菲克要求紐約警方進入校園清場，逮捕百餘人學生。哥大巴納德學院宣布所有參與運動的學生遭停學，並將五十名學生逐出宿舍。運動始自17日的挺巴勒斯坦學生示威活動，凌晨開始在校內圖書館前草坪紮營，要求校方切斷與以色列的合作關係。此次逮捕標誌著哥倫比亞自1968年反越戰示威以來首次允許警方鎮壓校園抗議活動[147]。
- 4月19日：
  - 美國官方證實以色列對伊朗發動空襲[148]。
  - 中國人民解放軍宣布成立信息支援部隊，其由中央軍委直接領導指揮，撤銷原有的戰略支援部隊番號，相應調整軍事航天部隊、網絡空間部隊領導管理關係。戰略支援部隊成立大會於2015年12月31日舉行，該部隊成立至今已有逾8年的歷史[149]。
- 4月20日——中國大陸國家能源集團朔黃鐵路3萬噸級重載列車安全到達黃驊港站，標誌著3萬噸重載列車運行試驗圓滿成功，該列車由4台「國能號」大功率交流電力機車牽引，總功率相當於52000多匹馬力。列車滿載324節車廂煤炭，總長4088米，總重量約32400噸，是中國鐵路目前編組最長、載重最大的重載組合列車[150]。
- 4月22日：
  - 卢旺达法案在英国议会获得通过[151]。
  - 法國電子音樂藝術家雅爾（Jean-Michel Jarre）成為飛行車AirCar（英语：Klein Vision AirCar）的第一位乘客，成功降落後雙手比讚，十分開心。AirCar由總部位於斯洛伐克的歐洲公司「克雷恩願景」（Klein Vision）開發，號稱是世界首輛經過認證的飛行車[152][153]。
- 4月23日——隶属于马来西亚皇家海军的一架阿古斯塔韦斯特兰AW139直升机（英语：AgustaWestland AW139）和一架歐直耳廓狐直升機在马来西亚霹雳州曼绒县红土坎（英语：Lumut, Perak）进行海军日庆典活动的演练过程中相撞，造成两机共10人死亡，当中包括3名女性。[154]
- 4月25日——中國科學院量子資訊與量子科技創新研究院（量子創新院）向國盾量子交付一款504量子比特超導量子計算晶片「驍鴻」，用於驗證國盾量子自主研製的千比特測控系統。據指出，此款晶片刷新了大陸超導量子比特數量的紀錄，後續還計畫通過中電信量子集團的「天衍」量子計算雲平台等向全球開放[155]。
- 4月26日：
  - 美國空軍宣布，已授予內華達山脈公司價值130億美元的合約，以打造新機，汰換E-4B「末日機」（Doomsday plane）。根據公告，新型高存活空中作戰中心（英语：Survivable Airborne Operations Center）的合約預計會持續到2036年7月[156]。
  - 美國國土安全部宣布成立「人工智慧安全保障委員會」（Artificial Intelligence Safety and Security Board），AI安全保障委員會有22名成員[157]，涵蓋科技業高層、學者乃至民權領袖。這個聯邦諮詢委員會將與美國國土安全部合作，為運輸部門、管線和電網營運商、網路服務提供商等制定相關建議，「預防和準備因應關鍵服務受AI相關干擾情事，以免影響國家或經濟安全、公眾健康或安全」[158]。
- 4月28日——阿聯統治者穆罕穆德親王宣布開始為阿勒馬克圖姆國際機場興建全新航廈，造價高達近350億美元，將使其成為「全球最大」機場。面積將是杜拜國際機場的五倍大，並設有400個登機閘口，每年最多可容納2.6億名旅客[159]。
- 4月29日——中國船舶集團與卡塔爾能源集團在北京舉行18艘全球最大27.1萬立方公尺（CBM）超大型液化天然氣（LNG）運輸船項目簽約儀式。是運載零下163攝氏度LNG的「超級冷凍車」，是世界造船業三顆「皇冠上的明珠」（大型郵輪、LNG運載船與航空母艦）之一。27.1萬立方公尺的LNG運輸船將由中國船舶集團旗下滬東中華自主設計、建造，總長344米，型寬53.6米，型深27.2米，較常規17.4萬立方米LNG運輸船運載能力提升57％。之前世界最大的LNG船是韓國Q-Max（英语：Q-Max），容量為26.6萬立方公尺[160]。
- 4月30日——在哥伦比亚大学校方的授权下，纽约警方进入校园抓捕占领汉密尔顿大楼（英语：Hamilton Hall (Columbia University)）的学生，100多人被捕，为期两个礼拜的2024年哥伦比亚大学校园占领行动暂告一段落。[161]

### 5月
- 5月1日——諾斯洛普·格魯曼和美國國防高等研究計劃署宣布，「鬼蝠魟」（manta ray）無人潛航器原型已成功在南加州完成全面水下測試。而這顯示，它有效展現了浮力、推進器和控制面機制等水力性能。從聲明看來，「鬼蝠魟」在成功測試後，已經做好實際部署的準備。他們強調它的獨特能力，無論是模組化跨大陸運輸、現場組裝，或後續部署，都創下這類大型無人潛航器的首例[162][163][164]。除澳洲、美國外，其他從事無人潛航器研究的包括加拿大、法國、印度、伊朗、以色列、挪威、俄羅斯、韓國、烏克蘭、英國和中國等國。可以在「人類無法進入的海洋環境中執行長期、遠端任務」，代表著未來海底作戰的發展方向。不過，無人潛航器的作戰還需要克服一些困難。空中和海上無人裝備可以使用衛星、光波和無線電波進行控制，但在海底深處並不相同[165]。
- 5月2日——哥伦比亚与以色列断交，哥伦比亚总统古斯塔沃·佩特罗指控以色列犯下种族灭绝[166]。哥伦比亚由此成为继玻利维亚后第二个因以色列在加沙的行为而与以色列断交的南美国家[167]。
- 5月3日：
  - 中国国家航天局的嫦娥六号月球探测器由长征五号运载火箭从文昌航天发射场发射升空，执行人类历史上首次月球背面采样返回任务[168]。探测器于5月8日进入环月轨道[169]，6月2日成功着陆在月球背面南极-艾特肯盆地预选着陆区[170]。6月4日，嫦娥六号上升器完成了人类历史上首次月球背面起飞[171]。6月25日，嫦娥六号返回器携带共计1935.3克的月背月壤样本返回地球，成功着陆于内蒙古四子王旗预定区域[172]。
  - 德國新創航太公司HyImpulse（英语：HyImpulse）的SR75單節測試火箭從南澳洲庫尼巴試驗場（英语：Koonibba Test Range）進行亞軌道首飛，並取得成功，遠地點：距離測試場200公里（120英里）。任務名稱為「點燃這支蠟燭」，這枚12公尺長、重達2.5噸的混合火箭引擎使用石蠟基燃料和液態氧（LOX/Paraffin）。預計2025年，年底將發射SL1多節運載火箭，長度33公尺、直徑2.2公尺、重達50噸，載運600公斤衛星至近地軌道[173][174]。
- 5月5日——法國巴黎麵包師傅擊敗義大利競爭對手，烤出一條140.53公尺長的法國長棍麵包，刷新世界紀錄。打破2019年義大利的132.62公尺紀錄。之前2015年，約60名法國和義大利麵包師傅在米蘭世界博覽會烤出一條122公尺長法國麵包，獲得金氏世界紀錄（Guinness World Records）認證。按照規則，麵團僅能以小麥粉、水、酵母和鹽作為成分。聲明補充說，法棍麵包全長必須至少有5公分厚，預計需烘烤約8小時[175]。
- 5月6日——法國南部一座名為WEST的核融合反應爐（英语：WEST (formerly Tore Supra)），剛剛達成了一個重要的里程碑。參與該計畫的紐澤西州普林斯顿等离子体物理实验室的科學家宣布，注入1.15（十億焦耳,GJ）的能量，溫度達到創紀錄的6分鐘，溫度約為攝氏5000萬度，能量比以前多15%，密度是以前的兩倍。科學家的最終目標，是使一種超熱電漿持續數小時，而六分鐘對WEST這類裝置而言，是一項新的世界紀錄[176][177]。
- 5月7日——為圍堵華為發展，美國再度出招。拜登政府進一步收緊出口限制，撤銷高通和英特爾向華為出售半導體的許可證。美國商務部同日證實，已「撤銷對華為的部分出口許可」。匿名消息人士透露，相關舉措將影響華為手機和筆記型電腦晶片供應[178]。
- 5月8日：
  - 2024年夏季奥林匹克运动会的火炬抵达马赛港，并在周四举行全国圣火传递行动[179][180]。
  - 香港高等法院上訴法庭在申請反送中歌曲《願榮光歸香港》禁制令案件中，判律政司勝訴，正式批出《願榮光歸香港》臨時禁制令。[181]
  - 日本汽車大廠豐田汽車公布亮眼季度財報表現，在3月為止的2023財年第四季業績表現優於預期，且全年度獲利與營收俱創歷史新高，全年獲利5.35兆日元，首次有日本企業突破5兆日元，但預估2025年3月結束的2024財年營利將下滑20%至4.3兆日元，主要因為為加強技術創新和保持市場競爭力，該車廠積極投資轉型[182][183]。
  - 期刊《自然》刊出的研究論文，中國大陸科研人員成功開發出可大量製造的新型「光學矽」，來自上海微系統與資訊技術研究所的團隊，在鉭酸鋰（LiTaO3）異質集成晶圓及高性能光子晶片設備領域取得突破性進展。以矽光技術和薄膜鈮酸鋰光子技術為代表的集成光電技術，是應對這一瓶頸的顛覆性技術，其中鈮酸鋰（LiNbO3） 有「光學矽」之稱，近年受到廣泛關注，哈佛大學等國外研究機構甚至提出仿照「矽谷」模式來建設新一代「鈮酸鋰谷」的方案[184]。
- 5月10日——聯合國大會表決1項決議案，要求聯合國安全理事會重新考慮巴勒斯坦成為聯合國正式會員國，投票結果以143票贊成、9票反對，以及25票棄權獲壓倒性通過。投反對票的有美國和以色列。以色列外長卡茲隨即譴責聯大做成此一「荒謬」決定[185][186]。
- 5月13日——洛克希德馬丁公司旗下臭鼬工廠透過美國航空網站《The Aviationist》，首度公開了開發中的匿蹤加油機概念圖，成為繼波音、諾斯洛普·格魯曼和JetZero後，第三家公開概念的廠商。參加美國空軍啟動「次世代空中加油系統」（Next Generation Air-Refuelling System，NGAS）計畫，開發的新一代翼身融合（Blended Wing Body，BWB）匿蹤運輸機概念模型[187]。
- 5月14日——南華早報報導，中國海軍測試了電磁軌道炮，能以超過5馬赫的速度朝15公里高的同溫層發射精靈炸彈。這是美國B-2隱形轟炸機的最大飛行高度，那兒的大氣壓力約莫只有海平面氣壓的1/10。精確導引彈體借助一對滑翔翼，沿著相對平緩的曲線下降，飛行約3分鐘後落地，但後來卻宣布，測試不成功[188]。
- 5月15日：
  - 新加坡總理李顯龍正式卸任結束長達20年新加坡執政生涯，並交棒給新任新加坡總理黄循财。
  - 中國船舶集團有限公司旗下滬東中華造船（集團）有限公司自主研發設計建造的全球首艘第五代「長恒系列」17.4萬立方米大型LNG運輸船「綠能瀛」號，在上海長興島廠區命名交付。總長299米，型寬46.4米，型深26.25米，入級美國船級社（ABS）和中國船級社（CCS）。其採用安裝了最新智慧控制廢氣再循環（intelligent control by exhaust recycling,iCER）系統技術的中國船舶與瓦錫蘭合資生產的WinGD（德语：Winterthur Gas & Diesel） 5X72DF2.1雙燃料（天然氣、柴油）主機[189]。
  - 中國大陸官方微信公眾號「中國航太科技集團六院」消息，由航太科技集團六院101所研製建設的，亞洲最大、大陸首個發動機垂直高空模擬試驗台考台點火試驗取得圓滿成功（39°49′49.69″N 116°08′38.34″E / 39.8304694°N 116.1439833°E）。該試驗台可實現發動機在千帕（kPa）級以下真空工作環境中，持續千秒高空模擬試驗能力，本次點火試驗的圓滿成功，標誌著試驗台完全建成並具備試驗能力，填補了大陸液體火箭發動機垂直高空模擬試驗台的空白，將為大陸重大航太工程提供重要保障條件，為後續重型運載火箭試驗條件建設提供重要技術支持[190]。
- 5月16日——中國大陸從浙江寧波到舟山的甬舟鐵路全線控制性工程、世界最長海底高鐵隧道——金塘海底隧道，上午從寧波和舟山兩側同時開始相向潛盾掘進。隧道全長16.18公里，其中採用盾構法施工區段長11.21公里。鐵路隧道通車後，將結束舟山群島不通火車歷史[191]。
- 5月17日——馬來西亞柔佛的一名34歲巫裔男子於凌晨約2時30分，蒙臉持巴冷刀襲擊烏魯地南警局，搶走兩把警槍後用刀斬及槍擊警員，造成3名警員2死1重傷。該男子據悉為伊斯蘭祈禱團成員，并在同時被警方當場擊斃。[192][193]
- 5月18日:
  - 若開軍方面宣布已控制位於若開邦境內的布迪当，並在19日同時宣布已控制位於該境內西部的一個城鎮。[194][195]
  - 在2024年賓夕法尼亞大學韋茨曼設計學院（英语：University of Pennsylvania School of Design）的畢業典禮上，賓大正式向「民國才女」林徽因頒發建築學學士學位，以表彰她作為中國現代建築先驅的卓越貢獻。1924年，建築系以部分課程不適合女性修讀為由，拒絕了林徽因的入學申請，她只能進入美術系，畢業時獲美術學學士學位[196]。
- 5月19日：
  - 伊朗总统易卜拉欣·莱希以及外交部長侯賽因·阿米爾阿布杜拉希揚乘坐的直升机在东阿塞拜疆省瓦尔扎甘县附近坠毁，机上9人全员遇难。[197][198]
  - 美國知名連鎖海鮮餐廳（英语：List of seafood restaurants）「紅龍蝦」（Red Lobster）依據《破產法》第11章向佛羅里達州中區法院聲請破產保護。據悉，該餐廳因高層一系列錯誤決策陷入困境，包括只需花20美元就可以「蝦子吃到飽」（all-you-can-eat-shrimp）的促銷活動，導致負債2.94億美元[199]。
  - 刚果民主共和国发生未遂政变。
- 5月20日：
  - 中華民國舉行第16屆正副總統宣誓就職，總統賴清德、副總統蕭美琴正式上任。
  - 美中科技戰升級，中國大陸禁止官方機構採用搭載英特爾、超微（AMD）兩大美系晶片大廠中央處理器（CPU）的筆電與PC，華碩因應相關趨勢，攜手大陸新中冠智能共同成立聯碩電腦，打造採大陸自製CPU的筆電等終端產品，開非陸系筆電品牌廠導入陸製CPU的第一槍[200]。
  - 微軟在開發者大會之前發表結合人工智慧（AI）功能的軟體與電腦，新推出的這款AI PC取名 Copilot+PC。希望在AI領域力拚谷歌和蘋果公司[201]。
  - 全世界最大石油生產公司「沙烏地阿美」與法國知名量子計算技術Pasqal公司（法语：Pasqal）簽署協議，將在沙烏地阿拉伯安裝第一台200量子位元的量子電腦。計劃於2025年下半年進行，率先用於能源領域，並帶動中東地區量子技術發展[202]。
- 5月21日：
  - 新加坡航空一架波音777-300ER客機，載有211名乘客及18名機員，從英國飛往新加坡的客機，下午飛至緬甸上空時遭遇嚴重亂流，高度在5分鐘內驟降了1800公尺，客機隨後緊急降落曼谷素万那普機場[203]。
  - 歐洲理事會通過備受矚目的《人工智能法案》[204]，成為全球首部人工智慧（AI）監管法，為廣泛應用於商業和日常生活的AI技術設定了具有前瞻性的全球標準。歐盟的法規設計係依照AI系統可能對人類基本權利產生之威脅，分為四個級別，包含「不可接受風險」（unacceptable risk）、「高風險」（high risk）、「有限的風險」（limited risk）、及「最小風險」（minimal risk）[205]。
- 5月23日：
  - 美國財政部長耶倫表示，希望以市場（market-driven）為導向的國家，能對中國大陸的國家（state-driven）導向產業政策築起「反對之牆」（wall of opposition），為她24、25日在義大利舉行的七大工業國集團（G7）財金首長會上，推動解決的關鍵問題。葉倫表示，G7以外的許多國家都對中國大陸在電動汽車、太陽能、半導體、鋼鐵等戰略產業的過度投資表示關切，包括墨西哥、印度和南非[206]。
  - 中國大陸科研團隊日前利用植矽體微體化石分析等方法，在浙江上山文化遺址開展水稻起源研究，揭示了水稻從野生到馴化的10萬年連續演化史。研究結果表明：早在約10萬年前，野生水稻就已在長江下游地區分布；約2.4萬年前，人類開始採集並利用野生水稻；約1.3萬年前，人類有意或無意地對野生水稻進行馴化前的栽培；約1.1萬年前，東亞稻作農業起源，在國際學術期刊《科學》線上發表[207][208]。
- 5月24日：
  - 国际法院判决以色列必须停止拉法攻势[209]。
  - 中國大陸企業藍箭鴻擎科技向國際電信聯盟（ITU）提交預發資訊（Advance Publication Information,API），要發射1萬顆衛星。提出一個名為Honghu-3（鴻鵠-3）的星座的計畫，它將在160個軌道平面上總共發射1萬顆衛星[210]。23日，蓝箭航天运载火箭智能制造产业基地项目在无锡市惠山区奠基。該星座是中國繼星網GW計畫和上海G60星座提案後實體計畫的第三個超過1萬顆衛星巨型星座。
  - 巴布亞新幾內亞恩加省拉蓋普-波爾蓋拉縣邁普·穆利塔卡地方政府區域（英语：Maip Muritaka Rural LLG）揚巴利村（英语：Yambali）周圍地區發生山體滑坡。不同信息源給出的罹難人數估測差異巨大，從162人[211]到逾2000人[212]不等。
- 5月26日——以色列空軍對加沙地帶拉法西部的特爾蘇丹難民營發動空襲，導致45至50人喪生，超過200人受傷[213][214]。這場空襲是以色列—哈馬斯戰爭中，對拉法地區進行的軍事行動中對平民最為傷亡慘重的一次[215]。
- 5月27日：
  - 西班牙、愛爾蘭以及挪威三國宣佈正式承認巴勒斯坦國。[216]
  - 日本海上保安廳（Japan Coast Guard）表示，朝鮮已經通知日本，準備在5月27日到6月4日之間，將發射一支載有衛星的火箭。不過，韓國以及日本卻示警朝鮮，不要有非法的舉動出現[217]。朝鮮在晚間發射軍事偵察衛星，但搭載衛星的新型火箭不到2分鐘在飛行途中爆炸，未能成功發射。朝鮮官媒報導，初步判斷與新開發的液態氧＋石油引擎（LOX/Petroleum）的動作可靠性有關」[218]。
  - 大韓民國宇宙航空廳（KASA）正式成立在泗川機場。
- 5月28日——日本國研究人員打造了全球首顆木製衛星，開發人員宣布衛星完成。開發團隊計劃下週將這顆由木蘭木製成（magnolia wood ），名為LignoSat的衛星交給日本宇宙航空（JAXA）。這顆衛星將於九月從肯尼迪航天中心由SpaceX火箭發射，前往國際太空站（ISS）。之後將會從國際太空站部署出去，以測試這顆木造衛星的強度和耐久性。木製材料在衛星重返大氣層時，將會完全燃燒殆盡，這可成為衛星退役後，重返大氣層時產生金屬顆粒的方法，因為這些金屬顆粒可能對環境和電信造成不良影響[219]。
- 5月29日：
  - 北韓向南韓發送「糞便氣球」，以報復南韓氣球宣傳運動。[220]
  - 中國電力建設集團有限公司宣佈，其承建的新疆米東3.5吉瓦（GW）太陽能項目第二標段工程成功併網。斷路器順利合閘的那一瞬，全球最大單體太陽能項目記錄刷新了。中國電建介紹稱，該太陽能項目位於烏魯木齊市米東區（44°45′47.35″N 87°42′54.66″E / 44.7631528°N 87.7151833°E）北部沙漠，佔地面積約20萬畝，裝機容量為3.5吉瓦，河北工程公司負責的第二標段工程裝機容量為1.5吉瓦。項目建成後，預計年可利用小時數1740小時，年發電量為60.9億千瓦時，相當於300萬戶中國家庭一年的用電量[221]。
- 5月30日：
  - 美國國家航空暨太空總署（NASA）表示，韋伯太空望遠鏡發現似乎是目前已知的最遙遠星系，這個星系成形時間是在宇宙誕生的「大爆炸」（Big Bang）之後約2億9000萬年。JADES-GS-z14-0（英语：JADES-GS-z14-0）[222]。打破了先前已知的最古老星系紀錄，也就是大爆炸過後3億2000萬年出現的JADES-GS-z13-0（英语：JADES-GS-z13-0）[223]。
  - 日本防衛省防衛裝備廳（ATLA）宣布，已經與法國、德國簽訂電磁軌道砲（railgun）合作分工協定（TOR）（英语：Terms of reference）[224]。
- 5月31日——美国前总统唐纳德·特朗普在“封口费”刑事案中被控的34项罪名全部成立。12名陪审员经过两天商议后达成一致裁决。特朗普由此成为第一位被判有罪的美国总统，也是第一位成为重罪犯的主要政党推定提名人[225]。

### 6月
- 6月1日：
  - 始于4月19日的2024年印度大选正式结束，执政党印度人民党失去议会简单多数席位，但依靠执政联盟全国民主联盟仍可继续执政，纳伦德拉·莫迪开始总理第三任期。
  - 2024年冰岛总统选举，哈德拉·托马斯多蒂尔以大约10个百分点的优势击败前总理卡特琳·雅各布斯多蒂爾，当选冰岛总统[226]，成为继维格迪丝·芬博阿多蒂尔之后冰岛第二位女总统。
- 6月2日：
  - 美國人工智慧（AI）晶片霸主Nvidia執行長黃仁勳舉行主題演講，主題為「開啟產業革命的全新時代」在台灣大學體育館，提到2023年是AI的大爆炸之年。擘劃他的AI願景時，提出「數位人類」（digital humans）的概念。他表示，「數位人類是我們的願景」，未來所有PC都將變成AI，幫助人們執行多種任務[227]。
  - 2024年墨西哥大选，克劳迪娅·辛鲍姆当选为墨西哥总统，是墨西哥史上第一位女總統，亦是該國第一位猶太裔總統[228][229]。
- 6月3日：
  - 2024年南非大选结果正式揭晓，自1994年来一直执政的非国大首次失去议会多数地位[230]。
  - 波克夏A股票的交易在上午9時50分暫停交易，當時報價185.10美元，與上周五收盤價627,400美元相比，崩跌超過99%。在恢復正常交易後，波克夏A股收盤上漲0.6%至每股631,110.12美元。不過，自以為買到了一生難得的波克夏A股的投資人要失望了，因為紐約證交所以技術故障為由，取消相關交易[231]。
  - 空中巴士集團在2024柏林國際航空展 （ILA 2024）上，推出「匿蹤僚機（英语：Loyal wingman）」，暗黑的塗裝、扁平的機身、前翼配箭式三角翼的部局，外型相當科幻。空中巴士的描述中（英语：Airbus Wingman），僚機是一種無人戰鬥機，可被現有的颱風戰鬥機飛行員所控制，由它們執行對有人戰機來說，更加危險的任務。模型將展示所有預期功能，包括匿蹤性、各種武器整合、先進感測器、指管連線和協同作戰[232]。
- 6月4日——大韓民國因應朝鮮近日發射軍事偵察衛星和發放大量垃圾氣球等，國務會議決定中止兩韓919軍事協議，意味南韓可在兩韓軍事分界線一帶進行軍演，並利用擴音器喊話反擊。5日，南韓國家情報院指出，有跡象顯示，北韓正拆除連接兩韓的東海線鐵路部分路段[233]。
- 6月5日：
  - 無人機企業大疆創新科技公司宣布，該企業近期在其他機構的協助下，在珠穆朗瑪峰尼泊爾一側完成了首次民用無人機高海拔運輸測試。這也是全球首次民用運載無人機在海拔5300公尺至6000公尺航線的往返運輸測試，創造了民用無人機最高海拔運輸紀錄[234]。
  - 美國航太巨擘波音公司（Boeing）太空船「星際飛機」經過多年延宕，終於把太空人送上國際太空站，為波音及美國國家航空暨太空總署（NASA）立下里程碑。除了美國太空探索科技公司（SpaceX）太空船「飛龍號」（Dragon）外，擁有第2個選擇[235]。9月7日，無載人返回地球在美國新墨西哥州沙漠著陸，結束3個月的測試任務[236]。
  - 美國人工智慧晶片大廠輝達收盤市值 （页面存档备份，存于）首度突破3兆美元大關，再創歷史新高，並且超越蘋果公司成為全球市值第二大公司。股價勁揚5.16%，站上每股1224.40美元，歷史上第三家市值突破3兆美元大關，目前全球企業市值排名僅落後微軟[237]。輝達股票一拆十於7日盤後生效，10日為股票分割後第一個交易日。輝達早盤股價開低走低，一度跌3.2%，報117.01美元[238]。
  - 挪威能源諮詢公司睿諮得（英语：Rystad Energy）發布最新報告指出，中國大陸已成為世界上最大的產氫國和氫氣消費國，預計到今年底將安裝約2.5十億瓦（GW）的製氫用電解槽。報告，中國大陸每年可生產22萬噸（tonnes per annum,tpa）綠色氫氣，比世界其他國家總和多出6000噸（ktpa），超過了2025年20萬噸的國家目標。中國的國家規劃將氫能確定為低碳能源轉型策略的關鍵要素。該國致力於使用氫來脫碳[239][240]。
- 6月6日——SpaceX的「星艦」火箭在第四次試飛(Booster 11&Ship 29)（英语：SpaceX Starship integrated flight test 4），首次成功引導其飛船受控濺落在印度洋，從而實現了一個重要的里程碑。這標誌著馬斯克向其探索深空的目標又邁進一步[241]。
- 6月7日：
  - 登月太空人威廉·安德斯在1968年，載人火箭「阿波羅8號」順利發射後，首次成功完成繞著月球軌道飛行的任務，當時拍下經典的照片地出(Earthrise）。驾自有的老式空軍T-34教練機、墜毀於美國西北部聖胡安群島附近的水域[242]。
  - 聯合國宣布2025年為國際量子科學技術年（IYQ）[243]。
- 6月9日
  - 2024年欧洲议会选举结果 （页面存档备份，存于），欧洲联盟各国极右翼和欧洲怀疑论政党相比于上届选举赢得大量席位，而中间派和中左翼政党则遭受重创[244]。受本次欧洲议会选举结果的影响，法国宣布举行提前立法选举[245]。
  - 美國與沙烏地阿拉伯之間持續50年的石油美元協議（petrodollar agreement）已經到期，沙阿決定不續簽。協議於1973年石油危機後正式成立，規定沙烏地阿拉伯將其石油出口定價為美元，並將盈餘的石油收入投資於美國國債。作為回報，美國向沙國提供軍事支持和保護。這種安排對雙方都是雙贏；美國獲得了穩定的石油來源和國債的穩定市場，而沙烏地阿拉伯則保障了其經濟和整體安全[246]。
- 6月10日：
  - 日本各地爆發食人菌疫情，其中已有超過977人感染毒性休克症候群。[247]
  - 联合国安理会以14票赞成，0票反对通过决议，呼吁在加沙地带实现“立即、全面和彻底”停火，以结束长达8个月的巴以冲突。[248]
  - 苹果全球开发者大会，最大亮點，就是Apple Intelligence，蘋果公司的AI軍團。蘋果宣布正式與Chat GPT合作，未來用戶在手機上寫訊息、email，查資料或利用SIRI，都更加人性化，光靠文字，AI就能生成圖像，手機功能升級，變身超級助理[249]。
  - 微軟共同創辦人比爾蓋茨，近20年都致力研發核電技術，他特別成立「泰拉能源」公司，並投入大量的資金與網羅人材。泰拉能源首座核電廠「鈉系統」（Natrium）將熔鈉反應器與1GWh熔鹽儲能（英语：Thermal energy storage#Molten salt technology）系統結合在懷俄明州的凱默勒正式動工，蓋茨親自主持破土典禮，並在致詞時表示，他相信這將「徹底改變發電方式」[250]。
  - 馬拉維國防軍一架多尼爾228飛機在北部區恩卡塔貝縣奇坎加瓦森林保护区（英语：Chikangawa Forest Reserve）發生墜機事故。這架飛機載有马拉维副总统（英语：Vice President of Malawi）索羅斯·奇利瑪、前馬拉維第一夫人帕特里夏·沙尼尔·穆鲁齐（英语：Patricia Shanil Muluzi）及其他7名乘客，飛機全體人員均在事故中遇難。
  - 吉林市北山公園持刀襲擊事件：一名中国籍无业本地男子袭击一群来华活动的美国人，四名美国人和一名阻止的中国人受伤。[251]
- 6月12日——联合国针对10月7日袭击及随后引发的战争的第一起调查报告哈马斯和以色列双方都犯有战争罪[252][253]。
- 6月18日——英國著名的施普林格·自然集團（出版《自然》雜誌）發布調查報告指出，中國已經超越美國，正在成為全世界最新型的科技超級大國。該集團發布了著名的、衡量一個國家科技發展最新水平的Nature Index Research Leaders 2024 （页面存档备份，存于）（國際自然指數排名）[254]。
- 6月19日——俄羅斯總統蒲亭與北韓國家領導人金正恩簽署「全面戰略夥伴關係條約」，蒲亭指其內容包括兩國同意協助對方擊退外部侵略的「共同防禦條款」[255]。與北韓簽訂防禦條約後，20日抵達這次亞洲兩國行程的最後一站越南進行國是訪問，與共產黨領導人會談[256]。
- 6月21日：
  - 華為執行董事、終端 BG 董事長、智慧汽車解決方案 BU 董事長余承東表示，鴻蒙 NEXT正式以開發者啟動測試，將於 2024 年第四季面向消費者商用。AI時代，作業系統會再進化，具體來看分為智能化（突破人機協作的邊界）、空間化（突破數位世界與物理世界的邊界）、一體化（突破設備與設備的邊界）[257]。
  - 中國工程院士、深圳大學教授謝和平團隊與東方電氣集團團隊合作，首次實現海上風電再生能源和海水直接電解製氫一體化，並在大海中利用海上風電驅動海水製氫。相關研究成果發表於《自然-通讯》[258]。
- 6月22日——馬來西亞第一家Apple零售店：Apple The Exchange TRX。這間全新零售店位於吉隆坡新的敦拉薩國際貿易中心（TRX），將以前所未有的方式在馬來西亞展現Apple的魔力[259]。
- 6月23日：
  - 德國聯邦經濟事務和氣候行動部部長羅伯特哈貝克表示，中國對於實現全球氣候目標不可或缺，必須找到一種安全的煤炭替代品。2023 年，煤炭將佔中國電力供應的近60%[260]。
  - 卢森堡大公官方诞辰（英语：Grand Duke's Official Birthday）当天，亨利大公宣布启动逊位程序，纪尧姆大公儲被任命为摄政，亨利将于十月把大公职位移交给纪尧姆[261]。
  - 超过1300人在麦加朝觐时因酷暑而死[262]
  - 俄羅斯達吉斯坦共和國遭遇一系列協同恐怖襲擊。傑爾賓特一座猶太會堂和兩座東正教教堂，以及馬哈奇卡拉一座猶太會堂及一所警崗遭到襲擊[263]。
- 6月24日：
  - 美國《星條旗報》報導，美國海軍新一代氣墊登陸艇（LCAC）、被稱為船艦登岸接口（英语：Ship-to-Shore_Connector）（簡稱SSC）的全新載具，因技術問題推遲數年後，可望於9月完成部署準備，以取代老舊的登陸艇船隊，提升美軍兩棲作戰能力[264]。
  - 蘇州新地中心公交站台持刀襲擊事件：一名中国籍无业非本地男子袭击当地日本侨民的一对母子（男孩是当地日本人学校的学生），一名中国妇女（学校校车跟车职员）阻止受重伤，后不治。[265]
  - 美國《國防新聞周刊》報導[266]，有跡象表明，中國大陸在第六代戰鬥機的研發領域正在取得進展，原型機最早將在2028年左右準備就緒。第六代戰機的特徵包括強大的資訊化作戰能力和隱形能力，視距外作戰的進一步升級、人工智慧技術深度介入、可切換的有人／無人模式、有人機與無人機可以編隊作戰等[267]。
- 6月26日——玻利维亚发生未遂政变。政变领导者、玻利維亞陸軍總司令胡安·何塞·蘇尼加被总统路易斯·阿爾塞解职[268][269]。
- 6月27日：
  - 中共中央總書記習近平主持召開中共中央政治局會議，開除涉及火箭軍貪腐案的前中央軍委委員兼國防部長魏鳳和、李尚福的黨籍，並終止二人的中共二十大代表資格，移送軍事檢察機關起訴[270]。
  - 歐洲議會委託航太公司泰雷茲阿萊尼亞[271]進行，為期16個月、耗資200萬歐元的「歐洲淨零排碳與資訊主權先進太空雲」（Advanced Space Cloud for European Net zero emission and Data sovereignty,ASCEND）研究計畫結果顯示，架設於太空的資料中心，無論在技術上、經濟上、或環境上都是可行的[272]。
- 6月28日：
  - 2024年伊朗总统选举。由于无人获得过半选票，选举进入第二轮，定于7月5日举行，总统将在改革派马苏德·佩泽什基安和保守派赛义德·贾利利之间选出[273]。
  - 德國《明鏡周刊》刊文指出[274]，中國在專利方面正以創紀錄速度成為全球冠軍，超過歐洲與美國。德國研究型製藥企業協會（德语：Verband Forschender Arzneimittelhersteller）發佈最新報告表示，自 2022年來幾乎每兩個國際專利申請就有 1 個來自中國。中國已迅速成為高科技中心，這種發展在近代經濟史上前所未見。若將國際專利申請總量與相應人口相除，大韓民國則是最具創新力的經濟體，2022年時每百萬居民擁有4937件專利，德國為1827件，中國為1170件，但也已追上來了。預測未來幾年主要經濟領域之間的競爭可能會繼續加劇。研發投資被認為是未來經濟增長的基礎，國際註冊專利數量是一個經濟領域創新程度的指標[275]。
- 6月30日：
  - 2024年法國立法選舉第一輪。極右翼國民聯盟得票領先。
  - 九龍灣國際展貿中心正式結業
  - 深中通道啟用通車[276]，連接深圳22°36′03.29″N 113°48′42.16″E / 22.6009139°N 113.8117111°E到中山22°33′11.55″N 113°37′12.93″E / 22.5532083°N 113.6202583°E，直穿珠江口，是中國大陸粵港澳大灣區關鍵交通樞紐。2016年底開工的深中通道，是集「橋、島、隧、水下互通」於一體的世界級跨海集群工程，全長廿四公里，途中不設服務區，自深圳寶安機場南側開始向西行，由東西兩座人工島銜接六點八公里長的深中隧道，亦是「世界首座高速公路水下互通立交」[277]。
  - 耗時5年時間，大陸規模最大的液化天然氣儲備基地全面建成。中國海洋石油有限公司表示，大陸自主設計建造的全球單罐容量最大的液化天然氣儲罐群——中海油鹽城「綠能港」項目6座27萬立方公尺液化天然氣儲罐在江蘇鹽城全部興建完工[278]。
  - 人造探測器與太陽距離再次刷新紀錄，NASA帕克太陽探測器完成第20次近距離接近太陽，再次從太陽周遭極端高溫環境倖存下來，探測器繞太陽移動的速度達每小時 635,266 公里，距太陽 726 萬公里；做為比較，離太陽最近的行星──水星，與太陽相距約3,700萬公里[279]。

### 7月
- 7月1日——聯合國大會協商[280]，一致通過中國大陸主提的「加強人工智慧能力建設國際合作」決議（A/78/L.86） （页面存档备份，存于）。6月21日，美國發布了AI規則草案[281]，限制「可能威脅美國國家安全」的中國人工智慧和其他技術領域的投資[282]。
- 7月3日：
  - 世界智慧財產權組織（WIPO）的一份新報告顯示，中國發明家申請的生成人工智慧（GenAI）專利數量最多，全世界在2014年至2023年間，提交了54,000項。最多的五個國家分別是中華人民共和國（38,210項）、美國（6,276項）、韓國（4,155項）、日本（3,409項）和印度（1,350項）[283]。
  - 隨著果敢同盟軍與敏昂萊政府達成的停火協議破裂，當日同盟軍向臘戍周圍發動攻擊，並控制了其周圍的軍事據點。[284]
- 7月4日——工党在2024年英国大选中以压倒性优势取胜，黨魁当选新一任英国首相。[285]
- 7月5日：
  - 2024年伊朗总统选举（第二轮），改革派候选人马苏德·佩泽希齐扬当选总统。
  - 日本總務省發表的2024年版《信息通信白皮書》 （页面存档备份，存于）顯示，只有9.1%的個人使用生成式AI（人工智慧）。這一比例與中國(56.3%）、美國（46.3%）、英國(39.8%)和德國（34.6%）存在較大差距。關於不使用的理由，「不知道使用方法」超過4成，比例最高。「生活中不需要」也接近4成，日本的這一比例高於其他國家[286]。
- 7月6日——阿里山林業鐵路阿里山本線（嘉義－阿里山）全線直通復駛。
- 7月7日——2024年法國立法選舉第二輪。泛左翼的新人民陣線贏得最多議席，但維持無政黨或政治派系取得絕對多數的議會局面。
- 7月8日——中華民國數位發展部指出，截至今年6月底OneWeb訊號涵蓋率已覆蓋全台，預計下半年將可24小時全面開通，數發部韌性建設司長鄭明宗說明，由於泰國地面接收站尚未設置完成，因此目前低軌衛星訊號只能仰賴關島訊號，每小時僅能通訊30至40分鐘，不過這只是低軌衛星部分，中軌衛星則是已經全台覆蓋24小時開通[287]。
- 7月9日：
  - 有「能源聖杯」之稱的核聚變技術多年來已是中美兩國間的一場高科技競賽，中國在核聚變這種捉摸不定的能源投入是美國的數倍之多。了解情況的美國科學家說，中國只要持續保持目前的支出和發展速度，在3、4年內就會超過美歐的磁約束核聚變能力[288][289]。
  - 歐洲太空總署的新型亞利安6號運載火箭（A62型），首次發射。
  - 上海交通大學自主研製的深海重載作業採礦車工程樣機「開拓二號」日前完成海試，首次突破大陸國內深海重載作業採礦車海試水深4000公尺大關。長6公尺、寬3公尺、高2.5公尺、重14噸。在上海長興海洋實驗室可見，「開拓二號」是一台「大傢伙」，設計作業水深6000公尺。它有兩大鮮明特徵：一是強有力的掘進齒能在海底「削礦如泥」，二是4條平穩結實的金屬履帶可以在深海礦區「如履平地」[290]
- 7月10日——中国科学技术大学潘建伟院士团队成功构建了求解费米子哈伯德模型的超冷原子量子模拟器，以超越经典计算机的模拟能力首次验证了该体系中的反铁磁相变，朝向获得该模型低温相图、理解高温超导机理迈出了重要的第一步，也全新打开了构建专用量子模拟机的大门。相关研究成果于在国际学术期刊《自然》发表[291]。
- 7月13日——美國前總統唐納·川普在賓夕法尼亞州巴特勒農場为竞选年底总统大选造勢的活動集會中遭遇槍擊[292]。
- 7月14日——2024年夏季奧林匹克運動會（巴黎奧運會）的奧運聖火抵達法國首都巴黎，並於26日在市政廳廣場的奧運開幕式上進行聖火點燃。[293]
- 7月17日——中車長春軌道客車股份有限公司正式對外發布一款可滿足時速400公里高鐵動車組運行所需的高速內置轉向架[294]。
- 7月18日——越共中央總書記阮富仲因身體原因接受治療，由越南國家主席蘇林代理指導工作。[295]
- 7月19日——微軟的作業系統大當機，讓全球各地電腦陷入混亂，各行業都傳出暫停營運災情，許多國家的機場宣布航班停飛，一些電視台中斷節目播送，通訊、金融到醫療業無一不受衝擊[296]。
- 7月20日——第17任马来西亚最高元首和最高元首后加冕礼舉行。
- 7月21日——美国总统乔·拜登宣布退出2024年總統選舉。
- 7月24日：
  - 尼泊爾太阳航空一架从加德滿都國際機場飛往博卡拉国际机场的CRJ-200客机在起飛时墜毀，機上載有19人。[297][298]
  - 美國太空總署格倫研究中心（英语：Glenn Research Center）的一個團隊日前首次使用光學或雷射通訊將4K視訊片段從飛機傳輸到國際太空站並返回。從歷史上看，太空總署一直依靠無線電波向太空發送訊息或從太空發送訊息。雷射通訊使用紅外光傳輸資料的速度比射頻系統快10到100倍[299]。
- 7月26日：
  - 巴黎奧運開幕約12小時前，傳出法國鐵路遭到惡意破壞（法语：Sabotages sur le réseau ferroviaire français en 2024），法國高速鐵路公司(SNCF)指出，大西洋線路、北部線路和東部線路受到包括人為縱火在內的多起破壞，致使多條高鐵(TGV)路線被迫停駛，多班列車取消、有車站關閉，SNCF直指事件是「旨在癱瘓高速線路網路的大規模攻擊」[300]。
  - 海洋能源公司(Ocean Energy)在美國海軍波浪能試驗場裝設了重達826噸的波浪能轉換器OE-35 （页面存档备份，存于）與相應的浮標系統。美國能源部可再生能源辦公室，以及愛爾蘭再生能源管理局共同支持的研發計畫，利用波浪的力量泵入空氣並進行壓縮，再推動渦輪機。OE-35的尺寸為38公尺x18公尺，吃水深度為9公尺，安裝在歐胡島迎風面的卡內奧赫灣(Kāneʻohe Bay)，這是世界最大的波浪發電機，裝置容量達到1.25百萬瓦(MW)[301]。
  - 歐洲中部時間下午7時30分，第33屆夏季奧林匹克運動會在法國巴黎塞納河畔舉行開幕式。奧運聖火台首次不使用燃料，而是由 40個LED燈與200個水霧裝置，營造出火焰效果[302]。
- 7月29日——尼古拉斯·马杜罗在2024年委内瑞拉总统选举胜出，获得第三个委内瑞拉总统任期。选举结果公布后，当地民众发起抗议活动，反对马杜罗继续连任。[303]
- 7月30日——英國各地爆發大規模的極右翼騷亂及反移民示威活動。
- 7月31日——哈馬斯政治局主席伊斯梅尔·哈尼亚在伊朗首都德黑蘭遭襲擊身亡。哈尼亚前一日剛與伊朗最高領袖阿里·哈梅內伊和總統马苏德·佩泽希齐扬會面。[304][305]

### 8月
- 8月1日：
  - 美国等西方国家与俄罗斯、白俄罗斯在埃森博阿国际机场进行冷战以来最大规模的换俘行动，双方共交换26人。[306]
  - 世界銀行（World Bank）報告稱，大韓民國是順利克服中等收入陷阱躍升為已開發國家的「模範事例」，所有中等收入國家政府都應該學習韓國以往的經驗[307]。中等收入陷阱指發展中國家進入中等收入國家後成長停滯的現象。韓國1960年的人均總收入僅1200美元，2023年卻接近3.3萬美元，可謂經濟成長的超新星（superstar），也是所有中等收入國家的決策者必須熟讀的紀錄[308]。
- 8月3日——越南國家主席蘇林當選越南共產黨中央委員會總書記和越南共產黨中央軍事委員會書記，接替上月任內逝世的阮富仲，晉升「越南四柱」之首。[309]
- 8月5日——中國大陸版「星鏈」之稱的「千帆星座」計畫(又稱G60星鏈計畫)首批組網衛星在山西太原發射，此次發射以「一箭18星」的配置升空入軌[310]。
- 8月6日——烏克蘭武裝部隊從蘇梅方向開始向俄罗斯库尔斯克州展開行動，並襲擊駐扎在尼古拉耶沃-達里諾（俄语：Николаево-Дарьино）和奧列什尼亞（俄语：Олешня (Курская область)）等村庄的俄部队和边防警卫[311]。
- 8月8日：
  - 日本宫崎县日南市近海發生7.1級地震，當局對宮城及四國地區發出海嘯預警。[312]
  - 美國陸軍第11空降師在阿拉斯加州韋恩萊特堡基地設立「北極航空指揮部」（Arctic aviation command），未來將負責管轄2個直升機營，提升美軍在極圈的快速投射能量，加強應對俄羅斯與中共擴張在該區域的影響力[313]。
- 8月9日——沃帕斯航空2283號班機空難：一架從巴拉那州卡斯卡維爾機場飛往圣保罗州瓜魯柳斯國際機場的沃帕斯航空ATR72-500客機在17000英尺（即5200米）的高度飛行時失控，並陷入螺旋俯衝，最終撞地墮毀。機上57位乘客及4位機組人員合共61人全部不幸罹難。
- 8月11日：
  - 中國大陸自主研發的大型雙發無人運輸機在四川自貢鳳鳴通航機場進行了首次飛行試驗，首飛取得圓滿成功。這型無人機翼展16.1公尺、高4.6公尺，具備12立方公尺裝載空間，2噸級商載能力，是大陸目前按照市場需求研製的最大、全國產化的大型無人運輸機[314]。
  - 2024年夏季奧林匹克運動會閉幕式在巴黎法蘭西體育場舉行（歐洲中部時間）。
- 8月14日：
  - 蘋果公司在部落格貼文宣布[315]，美國和英國的開發商將可以在iOS18.1新作業系統裡開始利用蘋果的NFC晶片，接下來在澳洲、巴西、加拿大、日本和紐西蘭等國也會開放。蘋果裝置的感應式支付功能就是由NFC晶片驅動。目前只有蘋果自家的應用程式（app）才能夠利用到執行Apple Pay和Apple錢包背後的NFC晶片，蘋果由裝置的感應支付抽成[316]。
  - 泰国宪法法院以5:4的票數就现任总理赛塔·他威信任职案宣吿判决结果，憲法法院裁定該年内阁重组中對披集的任命屬違憲，总理赛塔有直接责任，須终止职务。[317]
  - 馬來西亞運動會舉行。
- 8月20日：
  - 歐洲半導體製造公司(ESMC)（德语：European Semiconductor Manufacturing Company）舉行動土典禮，宣示台積電踏上歐洲新里程碑。ESMC預計2027年底生產，採用台積電28/22奈米平面互補金屬氧化物半導體（CMOS），及16/12奈米鰭式場效電晶體（FinFET）製程技術，月產能約4萬片12吋晶圓[318]。
  - 中國大陸首款3A動作角色扮演遊戲《黑神話：悟空》上線。
- 8月23日——香港《南華早報》報導，中國科學家近期利用中國通訊公司華為所開發的數據編碼方式，在一次水下通信測試（英语：Underwater acoustic communication）中實現了里程碑式的突破，成功接收到了30 公里外發送的訊號，超過了北約目前(JANUS)公開的最長水下通訊距離28公里[319]。
- 8月29日——中華電信與日本電信業者NTT宣布啟動全球首例[320]的跨國「創新光纖及無線網路技術」（Innovative Optical Wireless Network，IOWN）（英语：IOWN Global Forum）由於該技術術具備大頻寬、低延遲及低功耗等優勢，被認為是下一世代的網路技術。IOWN是一個由 NTT 與富士通發起的光通訊與全光網路(All-Photonics Network, APN)技術平台，其目標是利用光子技術取代傳統電子技術[321]。

### 9月
- 9月1日——中華民國環境部正式全面禁用飲料店[322]不得使用塑膠一次用飲料杯，預計每年將減少約7.9億個一次性塑膠杯，而紙杯淋膜可再製成塑膠粒，應避免當作一般垃圾處理[323]。
- 9月2日——台北地方法院處理京華城案的羈押庭，裁定臺灣民眾黨主席柯文哲無保請回，前臺北市副市長彭振聲羈押禁見。[324]
- 9月6日：
  - 中國大陸在酒泉衛星發射中心成功發射的可重複使用試驗航天器，在軌飛行268天后，成功返回預定著陸場。此次試驗的圓滿成功，標誌著大陸可重複使用航天器技術漸趨成熟[325]。
  - 超强台风摩羯于16时20分前后在中国海南省文昌市翁田镇登陆，造成海南4人死亡，95人受伤，是2014年台风威马逊后登陆中国大陆地区第二强的台风。[326]
- 9月7日——美國共和黨總統提名人川普承諾，將針對不使用美元做生意的國家，對其商品課徵100%的關稅，此舉將提高其他國家棄用美元的成本，為川普的關稅政見再添一根新支柱[327]。
- 9月9日：
  - 香港新渡輪400客位純電池動力推進客渡船「新明珠39」號，在廣東省廣州市南沙區下水。該船是目前香港首艘整船採用國產碳纖維材料建造的客渡船，打破了高端碳纖維進口材料在國產客船的技術壟斷局面[328]。
  - 中華人民共和國工業和信息化部公布一項通知顯示，中國大陸已取得重大技術突破，研發出深紫外光曝光機（DUV），目前正在推廣應用。這份目錄顯示，在積體電路生產裝備，其中一項是「氟化氬光刻機」（DUV曝光機），核心技術指標是「晶圓直徑300mm，照明波長193nm，分辨率≦65nm，套刻≦8nm」。中外媒體認為此款新的DUV曝光機僅能生產65奈米或以下晶片，有人看到「套刻≤ 8nm」就認為這是8奈米曝光機。氟化氬曝光機則是193奈米光源的ArF曝光機（DUV曝光機），但揭露的這款仍是乾式DUV曝光機，而非更先進的浸沒式DUV曝光機（也稱為ArFi曝光機）[329][330]。
  - 歐洲超級高鐵中心與Hardt Hyperloop （页面存档备份，存于） 首次成功測試超級高鐵車輛。此次測試的成功標誌著歐洲乃至全球超級高鐵技術的發展向前邁出了重要一步[331]。
- 9月10日：
  - SpaceX公司進行史上第一次民間太空漫步的歷史性「北極星黎明」(Polaris Dawn)任務，搭載億萬富翁企業家艾薩克曼（Jared Isaacman）發射進入太空[332]。
  - 華為推出全球首款三折旗艦新機Mate XT非凡大師，售價落在新台幣8至10.8萬之間，相當於蘋果iPhone 16系列新機的兩倍，考驗市場接受度[333]。
- 9月11日：
  - 美職道奇隊日本球星大谷翔平敲出本季第47轟，也是美國職棒大聯盟生涯第218轟，追平大韓民國秋信守的亞洲球員最多轟紀錄[334]。
  - 中國大陸藍箭航天自主研發的朱雀三號VTVL-1可重複使用垂直起降回收試驗箭，在酒泉衛星發射中心完成10公里級垂直起降返回飛行試驗，標誌著中國商業航天在可重複使用運載火箭技術上取得突破，為將來實現大運力、低成本、高頻次、可重複使用的航天發射邁出關鍵一步。朱雀三號是一型大型液氧甲烷可重複使用火箭，箭體直徑4.5公尺，全箭總長76.6公尺，起飛品質約660t[335]。
- 9月13日：
  - 全台五家捷運公司（台北、新北、桃園、台中、高雄）成立的「捷運聯盟（Metro Taiwan）」與新加坡SMRT集團簽訂合作備忘錄(MOU)，是台灣軌道界首次跨國合作聯盟，為國際交流開啟新的里程碑[336]。
  - 中国全国人民代表大会常务委员会通过延迟退休方案，自2025年起的15年间逐步将男职工退休年龄从60岁延迟到63岁，女职工退休年龄从50岁、55岁分别延迟到55岁、58岁。[337]
- 9月15日——特朗普在佛羅里達州的高尔夫球场遭遇枪击，涉案枪手后来落网，安全部门循暗杀未遂调查此事[338]。
- 9月17日：
  - 由於受到超級月亮所引發的潮汐影響，導致馬來西亞檳城沿海地帶受到漲潮影響。[339][340][341]
  - 黎巴嫩发生传呼机大规模爆炸事件，至少造成9人死亡、2750人受伤。[342]
- 9月18日：
  - 黎巴嫩再次发生传呼机大规模爆炸事件，至少造成14人死亡，超過450人受傷。[343]
  - 一名于深圳日本人学校就读的十岁男童被一名男子刺伤身亡。[344]
- 9月19日——美國職棒大聯盟(MLB)史上第一人！洛杉磯道奇(Dodgers)日籍球星大谷翔平在邁阿密馬林魚(Marlins)系列賽，靠著單場三響砲助陣、正式達成生涯首次、更是聯盟首次的「50-50」（51-51），即單季50轟50盜里程碑，也刷新隊史單季全壘打紀錄[345][346]。
- 9月22日——中國科學院合肥物質科學研究院強磁場科學中心自主研製的水冷磁體產生42.02萬高斯的穩態磁場，打破了2017年由美國國家強磁場實驗室（英语：National High Magnetic Field Laboratory）水冷磁體產生的41.4萬高斯的世界紀錄。穩態強磁場磁體分為三種類型，即水冷磁體、超導磁體以及由水冷磁體和超導磁體組合的混合磁體。使中國成為美國、法國、荷蘭、日本之後第五個擁有穩態強磁場的國家[347]。
- 9月24日——中國首款氫能源智能城際動車組（英语：Hydrogen train）CINOVA H2，在德國柏林國際軌道交通技術展覽會（德语：InnoTrans）正式發布。該車採用氫動力，最高時速200公里，續航力高達3,000公里，行駛全程實現「零碳」排放，而且運行速度、載客能力、續航里程等關鍵性能優於國際同類產品[348]。
- 9月27日：
  - 石破茂在自由民主黨總裁選舉中當選日本自民黨總裁。[349]
  - 以色列空軍空襲黎巴嫩真主黨總部，造成至少6死91人傷[350]，真主党总书记哈桑·纳斯鲁拉亦在袭击中身亡[351]。
- 9月28日——中華人民共和國第三屆航天服技術論壇在重慶召開。開幕式上，中國載人航天工程辦公室首次公開中国登月航天服外觀，並同步展開登月服徵名活動。據悉，中國大陸計劃於2030年前實現中國人首次載人登陸月球的行動[352]。

### 10月
- 10月1日：
  - 日本東海道新幹線通車60週年。
  - 以色列國防軍入侵以黎邊界，進攻黎巴嫩真主黨軍事據點[353]。
- 10月2日——遊戲龍頭任天堂在京都打造的博物館（34°53′34.27″N 135°47′02.94″E / 34.8928528°N 135.7841500°E），正式開幕，裏頭除了展示任天堂創業100多年來的進化史，還有多款遊戲讓訪客互動體驗[354]。
- 10月4日：
  - UNIX時間第20000紀念日
  - 中華民國臺南市建城400週年
- 10月9日—尼泊爾18歲少年尼瑪·林吉·夏爾巴(Nima Rinji Sherpa)成為登頂世界14座最高峰的最年輕的人[355]。
- 10月10日：
  - 特斯拉（Tesla）無人駕駛計程車（robotaxi）（英语：Tesla Cybercab）亮相[356]。
  - 2024年諾貝爾文學獎由大韓民國女作家韓江摘下桂冠，她是首位亞洲女性獲得諾貝爾文學獎，也是該獎項史上第18位女性得主。這不僅是史上首次由韓國作家獲得諾貝爾文學獎，也是繼韓國前總統金大中2000年獲頒和平獎後，韓國第2位諾貝爾獎得主[357]。
- 10月11日：
  - 中國大陸太空技術新進展，成功回收首顆可重複使用的返回式技術試驗衛星「實踐十九號衛星」，官方指，該衛星通過飛行試驗突破了可重複使用、無損回收、高微重力保障等關鍵技術，驗證了新一代高性能可重複使用返回式空間試驗平台各項技術指標，達到了各項預期試驗效果[358]。
  - 波音公司發展的簡潔型雷射武器系統 (CLWS)，首次靠著持續持續燒灼，擊毀大型無人機，這是反無人機技術的重大發展。這次實驗是在沙烏地阿拉伯的紅沙綜合實驗中心(Red Sands Integrated Experimentation Center)進行，在這一系列實驗中，將無人機分成了多個類型，以重量分等級，1組最輕，2組稍重，到了第3組無人機的重量已達到1,320磅(600公斤)，以5千瓦雷射的CLWS有效地壓制第 3 組無人機，絕對是重要的里程碑[359][360]。
- 10月12日：紫金山-阿特拉斯彗星軌道再一次接近地球，並達到近日點。在此之後持續至10月20日彗星軌道正式遠離地球。並預計下一次其軌道靠近地球將在大約8萬年之後。[361][362]
- 10月13日：
  - 前澳門終審法院院長岑浩輝在澳門行政長官選舉中獲得394票，當選新一任澳門行政長官。[363]
  - 中華民國基隆市市長謝國樑罷免案投票，最終投票結果基隆市民不同意否決罷免案[364]
  - 美國太空探索科技公司(SpaceX)在德州進行「星艦」(Starship)太空船第5次試射，並首度成功利用發射塔的機械手臂「Mechazilla」捕捉回收第1節的超重型助推火箭，這種回收方式堪稱前所未見[365]。
- 10月15日——華納兄弟探索集團宣布其串流服務Max將於11月19日正式在台灣、香港、印尼、馬來西亞、菲律賓、新加坡與泰國等七大全新市場正式上線[366][367]。
- 10月16日——國際太空大會在米蘭召開，Prada和航太工業領導者、第一個商業軌道站的創建者Axiom Space展示了該航空航太公司與這家義大利時裝公司之間的突破性合作夥伴關係，為美國太空總署的阿耳忒彌斯III登月任務，生產NASA的新型登月服（英语：Apollo/Skylab spacesuit）[368][369]。
- 10月17日：
  - 晚7時26分月球達到滿月，並在晚8時51分達到近地點。由於該超級月亮恰好是最接近地球的一次，因此爲2024年年度最大超級月亮。[370]
  - 据以色列军方确认，哈马斯现任最高领导人叶海亚·辛瓦尔已在加沙走廊的南部城市拉法被击杀。[371]
- 10月22日——卡達航空營運世界上第一架配備星鏈Wi-Fi的波音777飛機，從多哈飛往倫敦，將機上連結的未來推向更高的高度[372]。
- 10月23日：
  - 日本第二大電信公司KDDI成功進行了Starlink衛星與au智慧型手機之間直接通訊服務的展示實驗。在沖繩縣久米島的實驗環境中進行的演示中，確認了不在服務區的au智慧型手機可以直接與位於近地軌道的Starlink衛星進行通訊並發送和接收簡訊[373]。
  - 金磚國家在俄羅斯喀山舉行峰會，通過《喀山宣言》[374]，宣言提到鼓勵金磚國家促進本幣結算，責成金磚國家財長和央行行長繼續研究本幣合作、支付工具和平台[375][376]。
- 10月27日：
  - 日本舉行眾議院選舉，执政党自由民主黨获得最多议席，但所在執政聯盟自2009年以來首次失去多數席次。[377]
  - 中國大陸凌空天行科技公司成功完成「雲行」系列超音速飛機驗證機試飛，在4倍音速的環境下，驗證包括超音速環境下先進氣動佈局與長時間耐高溫輕質化熱防護材料運作[378]。
- 10月29日：
  - 西班牙东南部多地因豪雨爆发洪水，至少155人死亡。[379]
  - 納伊姆·卡西姆就任真主党总书记，接任早前在以色列空袭真主党总部中身亡的哈桑·纳斯鲁拉。[380]
- 10月30日——NASA开始为洛克希德·馬丁X-59 QueSST技术验证机测试定制发动机。原定于本年度的首次试验飞行已经被推迟至2025年初[381]

### 11月
- 11月1日——在博茨瓦纳执政长达58年的博茨瓦纳民主党在大选中落败，民主變革雨傘（英语：Umbrella for Democratic Change）首領杜马·博科成為新任博茨瓦納總統。[382][383]
- 11月5日——2024年美國總統選舉，唐納·川普当选为下一届美国总统。[384]
- 11月7日——欧洲足联球队以色列特拉维夫马加比与荷兰阿贾克斯在阿姆斯特丹交手，赛后特拉维夫马加比球迷遭遇袭击，造成至少20人受伤。[385]
- 11月11日——中国珠海市香洲区珠海市体育中心附近发生驾车撞人事件，造成35人死亡、43人受伤，肇事司机自刎未果，此次事件是继2014年乌鲁木齐自杀式袭击以来，中国大陆发生的伤亡情况最严重的袭击事件。[386]
- 11月14日：
  - 中共中央總書記兼中國國家主席習近平同秘魯總統迪娜·博魯阿爾特在利馬總統府以視訊方式共同出席钱凯港開港儀式。位於南美洲太平洋沿岸，秘魯首都利馬以北約80公里的錢凱灣內，是中秘共建「一帶一路」的重要項目，也是南美洲首個智慧港口。建成後將成為拉丁美洲地區新的樞紐港和太平洋門戶港[387]。
  - 美國國家航空暨太空總署(NASA)與秘魯國家航太發展委員會（英语：National Commission for Aerospace Research and Development）(CONIDA)簽署合作備忘錄(MOU），計畫於該國打造太空發射基地，雙方將在距秘魯首都利馬南方約50公里處的Punta Lobos，預計在2028年發射探空火箭，藉此深化兩國合作關係，以對抗中共在南美洲與日俱增的影響力。該座新基地也將成為NASA在美國本土、北歐挪威和瑞典之外，位於南半球的唯一一座火箭發射基地[388]。
- 11月16日——印度表示，已經成功測試一款國產遠程極音速飛彈，在軍事發展上達到關鍵里程碑，印度因此躋身少數擁有這項先進技術的國家之列。此次試射是於奧里薩邦（Odisha）東岸外海的阿卜杜勒卡拉姆島（英语：Abdul Kalam Island）進行[389]。
- 11月19日
  - 香港西九龍裁判法院對民主派初選案被告進行判刑，其中「首要分子」戴耀廷被判10年監禁，其餘44名被告獲刑7年9個月至4年2個月不等。[390]
  - 印度尼西亚正式通过决议，取消雅加达首都地位并设为特区，从而将首都从雅加达迁往努山塔拉。[391]
- 11月21日——科學家首次成功拍攝到銀河系外一顆名為WOH G64巨星（giant star）的特寫照片，相片裡展現前所未見的細節。該研究團隊發表於天文與天體物理學報的論文指出，這顆位於大麥哲倫雲內、離地球約16萬光年的巨星，直徑是太陽的1500倍，可能正接近生命的終點[392]。
- 11月24日——中華隊在世界十二強棒球賽冠軍賽以四比○完封以全日職班底組成的日本隊，不僅首度稱霸這項賽事，也是隊史第一次奪三大賽冠軍(奧運棒球、世界棒球經典賽、世界棒球12強賽)[393]。
- 11月27日——大韓民國發布最新型正祖大王級驅逐艦，也採用新研發的850mm垂發系統，陸媒認為雖然這款垂發數量不及055艦，但能搭載重型超音速反艦導彈和近程彈道導彈，具備極強悍的進攻能力，可以夠得上全球第2的大型導彈驅逐艦，正式服役[394][395]。
- 11月30日——中國大陸首個商業太空發射場海南商業航天發射場首次發射取得圓滿成功。新型運載火箭長征十二號成功將衛星互聯網技術試驗衛星、技術試驗衛星03星送入預定軌道[396]。這也是長征系列運載火箭首次使用煤基太空煤油飛天，長征燒「煤」的夢想成為現實[397]。

### 12月
- 12月2日——美國拜登政府於執政僅剩一個多月之際，決定對中國晶片出口管制再出重手。美國商務部啟動三年來、第三次對中國半導體產業的強力打擊，將北方華創等140間中企列入出口黑名單，還新增對高寬頻記憶體(HBM)的出口管制，以及引進「長臂管轄」的「外國直接產品規則」(FDPR)，台、韓納入管制，日本和荷蘭則被豁免[398]。
- 12月3日：
  - 大韓民國總統尹锡悦在無預警下宣布紧急戒严。[399]但在約6小時後，南韓國會議事堂內的190名議員全票通過解除戒嚴，尹錫悅也表示他將取消數小時前才剛下達的緊急戒嚴令，以信守國會表決通過解除戒嚴的決議[400]。
  - 中華民國國立清華大學發布重大研究突破，生技所副教授林愷悌、生資所副教授鄭惠春聯手破解困擾科學界近百年的謎團，解密癌細胞為何能快速生長的分子機制。研究發現，癌細胞會釋放硫化氫氣體，改變細胞內重要蛋白質的結構，讓癌細胞能大量吃進糖分，加速腫瘤生長。這項研究成果最近登上了國際期刊《自然-通訊》[401]。
  - 大韓民國仁川國際機場爭取國際旅客，做了不少改建工程，其中第二航廈大樓擴建，以及跑道和停機坪的增建工程，第四階段正式啟用。屆時每年客運量將達到1億人次以上，上升到世界第5位[402][403]。
- 12月7日——巴黎圣母院完成复修工程並举办盛大的仪式庆祝重新开放。[130][404][405][406][407]
- 12月8日：                                                      
  - 叙利亚反对派攻占首都大马士革，总统巴沙尔·阿萨德举家流亡，宣告其政权正式倒台。[408]
  - 泰勒絲（Taylor Swift）在加拿大的溫哥華結束時代巡迴演唱會（The Eras Tour）。
- 12月9日：
  - 中國大陸至11日在浙江、福建以東，開設7處空域保留區；在台灣周遭海域和東海及南海，部署近90艘海軍與海警艦艇，是1996年第二次台海危機後，最具規模的一次[409]。
  - Google透過官方部落格表示，Willow具備105個「量子位元」（qubits），只需不到5分鐘就可完成一項運算挑戰，這個挑戰若交給當今世界最快的超級電腦，則需耗時10澗（septillion，10的25次方）年的時間，超越宇宙的年齡[410]。
- 12月14日:
  - 韩国国会以204票通过尹锡悦弹劾案，尹锡悦成为继朴槿惠后大韩民国第六共和国第二位被弹劾停权的总统，其职务总统由韩国国务总理韩悳洙代理。[411]
  - 晚間至15日凌晨雙子座流星雨達到了極大期。[412]
- 12月17日——中國大陸的國家航天局稱，神舟十九號(Shenzhou-19)太空飛行組成員蔡旭哲和宋令東，結束了為期9小時6分鐘的艙外活動。這創下了最長的太空漫步時間，早先的舊紀錄是2001年3月12日美國航太總署NASA的8小時56分鐘，由太空人詹姆斯．沃斯（英语：James S. Voss）和赫爾姆（英语：Susan Helms）創造的[413]。
- 12月18日——日本太空新創公司SPACE ONE開發的小型火箭KAIROS2號機，上午從日本和歌山縣的發射場，發射升空後出狀況，發射失敗。這枚火箭搭載著包括中華民國國家太空中心（TASA）研發的教育用衛星在內的五個小型衛星[414]。
- 12月20日——澳門特別行政區成立25週年，中共中央總書記習近平任內第三次視察澳門。
- 12月24日——美國航太總署NASA的太陽探測器「帕克」(Parker Solar Probe)，距離太陽僅610萬公里，每秒191公里的速度，是有史以來最接近恆星的人造科技物體。做為尺度比較，這樣的距離僅有0.04天文單位，比水星的軌道距離近的多，水星離太陽為0.38天文單位[415]。
- 12月26日：
  - 一架由成都飞机工业集团设计的第六代战斗机技术验证机近日在中国四川省成都市被观察到进行试验飞行，期间它与另一架歼20战斗机一同伴飞。[416]
  - 中國大陸深遠海多功能科學考察及文物考古船「探索三號」在大陸廣州南沙交付。該船具備完全自主知識產權，是大陸首艘具備全球（含極區）深遠海探測和冰區載人深潛支持能力的綜合科考船[417]。
- 12月27日——中國大陸自主研製建造的076型兩棲攻擊艦首艦下水命名儀式，在上海滬東中華造船廠舉行，命名為「四川艦」，舷號為51，該艦是中共海軍新一代兩棲攻擊艦，首款採用全電推進，可搭載固定翼飛機、直升機、兩棲裝備等[418]。
- 12月28日——中國大陸廣州首條橫跨五個行政區的「大環線」廣州地鐵11號線，正式開通[419]。
- 12月29日
  - 南韓濟州航空2216號班機在降落務安國際機場時衝出跑道並撞上圍籬，至少179人死亡[420]。
  - 加拿大航空AC2259号航班在降落哈利法克斯斯坦菲爾德國際機場时发生起落架故障，左侧机翼与地面发生摩擦。所幸无人伤亡。[421]
  - 中國大陸CR450動車組正式下線（出廠），它將原有營運速度由每小時350公里提升至400公里。CR450使用永磁、鎂合金、碳纖維等新材料，滿載重量可望從五百多噸降至四六○多噸，實現「瘦身」[422]。
  - 美国第39任前总统吉米·卡特于佐治亚州的家中去世，享年100岁。[423]。
- 12月30日：
  - 中國大陸長達22.1公里的天山勝利隧道打通著名的天山山脈：北端（43°06′17.35″N 86°58′41.59″E / 43.1048194°N 86.9782194°E）-南端（42°56′17.46″N 86°49′49.63″E / 42.9381833°N 86.8304528°E），是全球第2長的公路隧道。據了解，天山勝利隧道預計於2025年完工通車，完工後將超越長達18.2公里的日本山手隧道，僅次於挪威的洛達爾隧道，該隧道24.51公里[424]。
  - 印度ISRO發射了一枚火箭，搭載兩個小型航天器SpaDeX（英语：SpaDeX）進行太空對接實驗，這是印度實現建立空間站和載人登月夢想的關鍵一步。在2025年1月16日凌晨成功完成兩顆SPADEX衛星(SDX-01&SDX-02)對接，成為俄羅斯、美國和中國之後世界上第四個擁有太空對接技術的國家[425]。

## 逝世
2024年逝世人物列表：1月 - 2月 - 3月 - 4月 - 5月 - 6月 - 7月 - 8月 - 9月 - 10月 - 11月 - 12月

## 諾貝爾獎
- 物理學：约翰·霍普菲尔德、杰弗里·辛顿
- 化學：大卫·贝克、杰米斯·哈萨比斯、约翰·M·江珀
- 醫學：维克托·安布罗斯、加里·鲁夫昆
- 文學：韓江
- 和平：日本原水爆被害者團體協議會
- 經濟學：达龙·阿杰姆奥卢、西蒙·约翰逊、詹姆斯·A·罗宾逊